# Lâu đài Hoàng gia, Warszawa
Lâu đài Hoàng Gia ở Warsaw (tiếng Ba Lan: Zamek Królewski w Warszawie) từng là nơi ở của các triều đại vua trước đây của Ba Lan. Lâu đài tọa lạc ở Quảng trường Lâu đài, ngay lối vào Khu Phố Cổ Warsaw. Nơi làm việc của nhà vua và văn phòng hành chính của triều đình tồn tại trong lâu đài này từ thế kỷ 16 cho đến khi Ba Lan bị chia cắt vào năm 1795.
Khu phức hợp kiên cố này ban đầu được xây dựng nhằm phục vụ nhu cầu nơi ở cho các công tước Masovia. Tuy nhiên sau đó, vào đầu những năm 1600, địa điểm này được chỉ định làm trụ sở làm việc cho Nhà vua, Quốc hội (Hạ viện và Thượng viện) và Thịnh vượng chung Ba Lan - Litva, thay thế Lâu đài Wawel ở Kraków. Theo đó, các kiến trúc sư gồm Matteo Castelli và Giovanni Battista Trevano đã tu sửa công trình kiến trúc Gothic thời Trung cổ này sang trường phái kiểu cách của Ý. Cánh đông Baroque của Lâu đài được kiến trúc sư bậc thầy của Ý là Gaetano Chiaveri thiết kế và hoàn thành năm 1747.
Lâu đài Hoàng Gia là một chứng nhân lịch sử, chứng kiến nhiều sự kiện nổi bật trong lịch sử Ba Lan, nổi bật là Hiến pháp ngày 3 tháng 5 năm 1791, đây là hiến pháp quốc gia lâu đời thứ hai trên thế giới được nghị viện soạn thảo tại đây. Sau khi Ba Lan bị chiếm đóng, Lâu đài được thiết kế lại theo yêu cầu của chính quyền Đế quốc Nga và sau đó là chính quyền Đức. Dưới thời Đệ nhị Cộng hòa Ba Lan (1918–1939), địa điểm này là nơi đặt trụ sở của nguyên thủ quốc gia và tổng thống Ba Lan.
Bên trong Lâu đài Hoàng gia có nhiều gian phòng sang trọng, tất cả các gian phòng đều được trùng tu cẩn thận sau khi bị Chiến tranh thế giới thứ hai tàn phá.

## Lịch sử

### Lâu đài ở thời Trung cổ

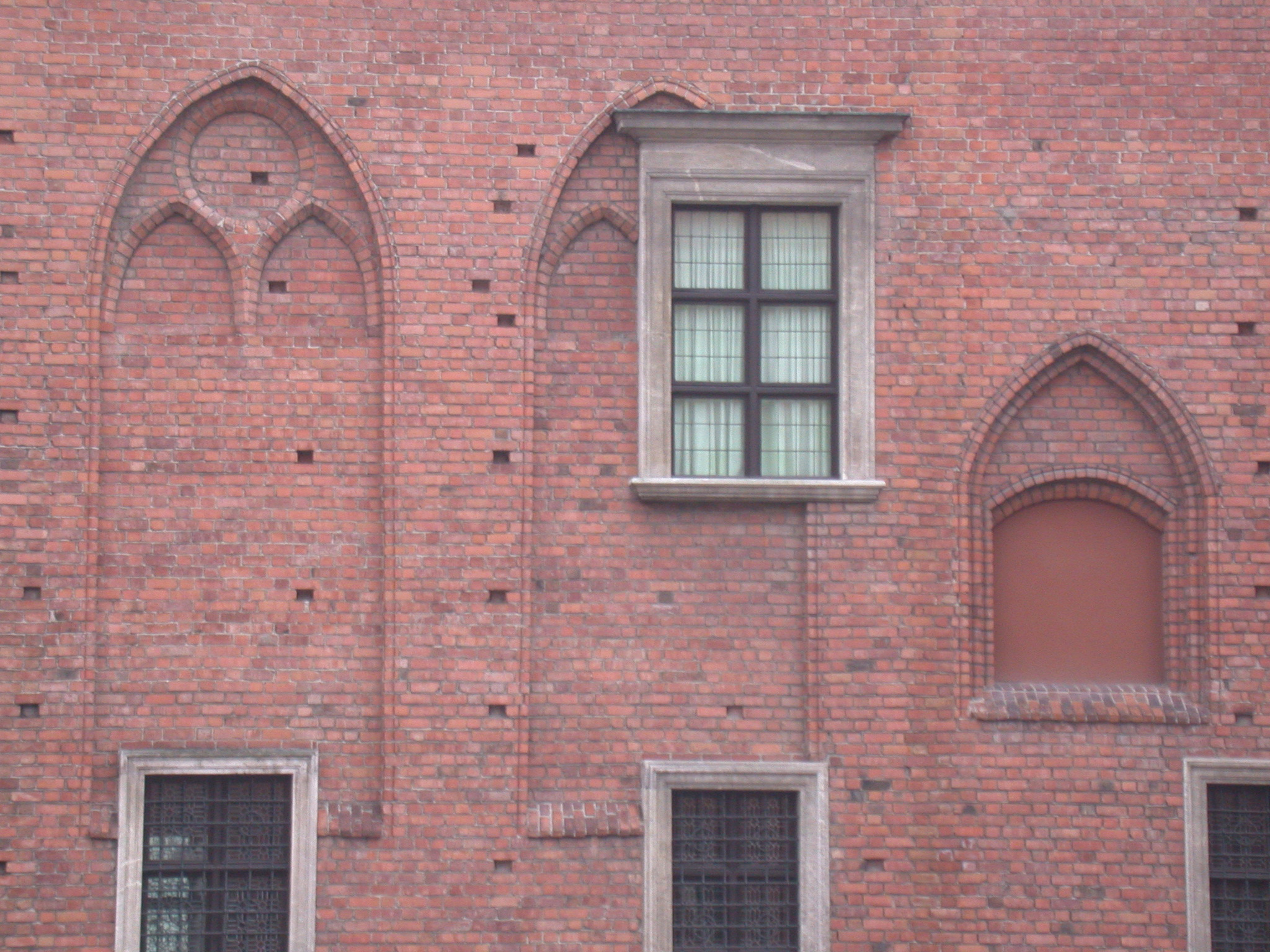
Bức tường thời trung cổ của Curia Maior.

Năm 1339, Đặc phái viên của Giáo hoàng ở Warsaw đã nghe một vụ kiện do Vua của Ba Lan là Casimir III Đại đế chống lại Hiệp sĩ Teuton của Đức. Ông tuyên bố họ đã chiếm giữ trái phép một phần lãnh thổ Ba Lan - các vùng Pomerania và Kuyavia. Các tài liệu trong trường hợp này là bằng chứng bằng văn bản sớm nhất chứng minh cho sự tồn tại của Warsaw. Vào thời điểm đó, một thị trấn kiên cố được bao quanh là thành lũy bằng đất và gỗ, và nằm ở vị trí của Lâu đài Hoàng gia hiện nay, đó cũng là nơi đóng quân của Trojden, Công tước của Masovia. Vào cuối thế kỷ 13, dưới thời cai trị của Công tước Conrad, khu đất bằng gỗ đắp đất này được gọi là "Trang viên nhỏ" (tiếng Latinh: Curia Minor). Công tước tiếp theo là Casimir I, quyết định xây dựng Đại tháp (tiếng Latinh: Turris Magna), có thể là một trong những tòa nhà bằng gạch đầu tiên ở Warsaw.
Giữa thế kỷ 14, Tháp Lâu đài được xây dựng và phần nền còn lại của nó lên đến tầng đầu tiên vẫn còn tồn tại cho đến ngày nay. Trong thời kỳ Công tước Janusz I the Elder trị vì Masovia, Curia Maior (Trang viên lớn) được xây dựng từ năm 1407 đến năm 1410. Mặt tiền của nó vẫn còn đứng vững  vcho đến năm 1944 nhưng bị quân Đức đánh sập, sau đó đã được xây dựng lại. Đặc điểm của dinh thự mới và kích thước của nó (47,5 m/14,5 m) đã quyết định sự thay đổi trạng thái của các tòa nhà, và kể từ năm 1414, nó hoạt động như một Trang viên của Hoàng tử.

### Thời kỳ phục hưng

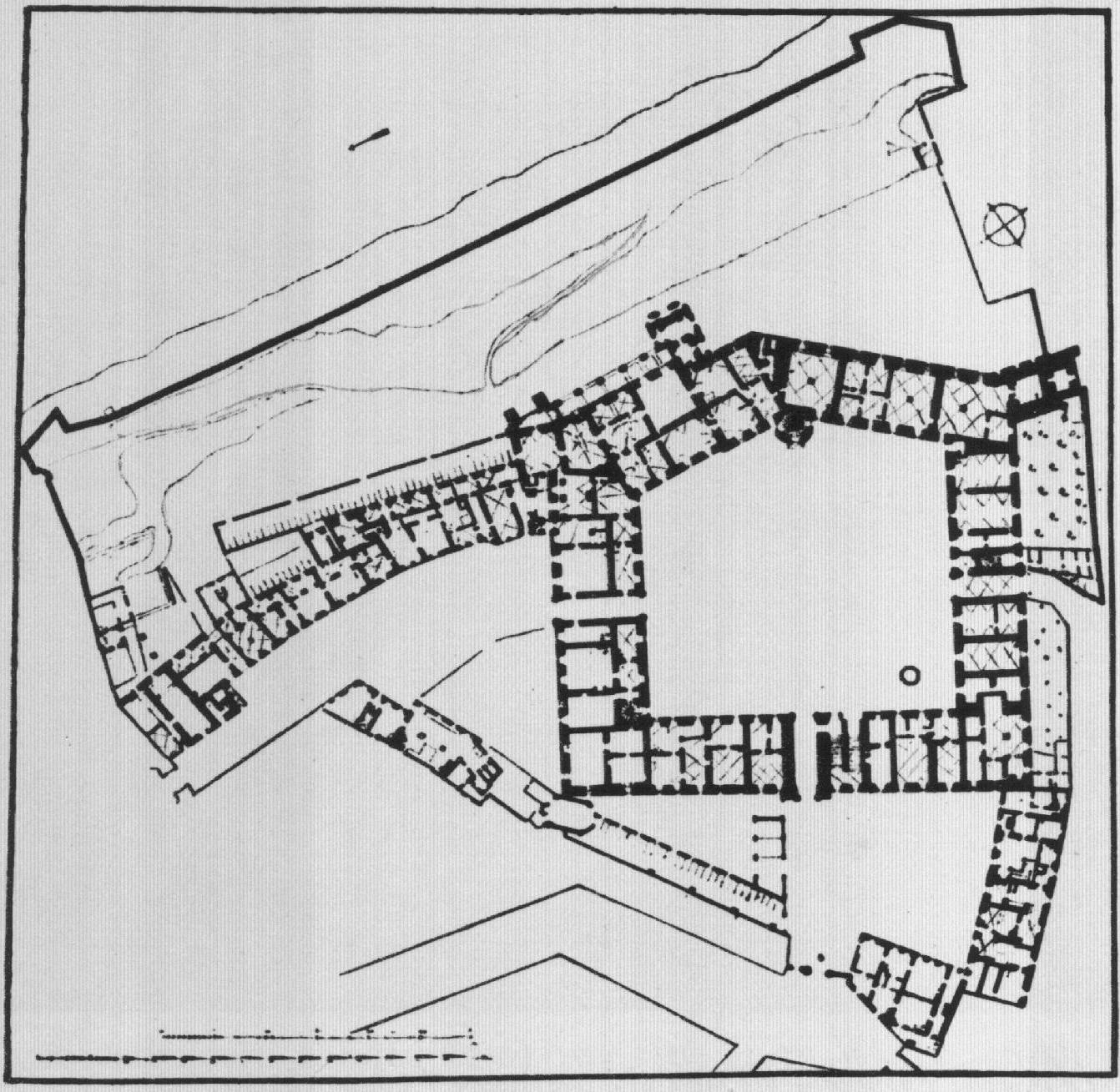
Bản kế hoạch của Lâu đài Hoàng gia ở Warsaw vào đầu thế kỷ 17.

Khi khu vực Masovia được hợp nhất vào Vương quốc Ba Lan năm 1526, cho đến lúc đó nó vẫn là Lâu đài của Công tước Masovia, đã trở thành một trong những dinh thự hoàng gia. Từ năm 1548 trở đi, Nữ hoàng Bona Sforza sống trong đó cùng với các con gái của bà làIzabela, người trở thành Nữ hoàng của Hungary, Catherine, sau này trở thành Nữ hoàng Thụy Điển, và Anna Jagiellon, sau đó thành Nữ hoàng Ba Lan. Năm 1556–1557 và năm 1564, Vua Ba Lan là Sigismund II Augustus, đã triệu tập nghị viện hoàng gia ở Warsaw. Họ gặp nhau trong Lâu đài. Theo sau Liên minh Lublin (1569), mà Vương miện Ba Lan và Đại công quốc Lithuania - được hợp nhất với tư cách một quốc gia duy nhất, Lâu đài Warsaw thường xuyên là nơi hội họp của hai quốc gia. Năm 1569–1572, Vua Sigismund II Augustus bắt đầu thay đổi lâu đài, các kiến trúc sư thời đó là Giovanni Battista di Quadro và Giacopo Pario.

### Thời kỳ Vasa và Đại hồng thủy

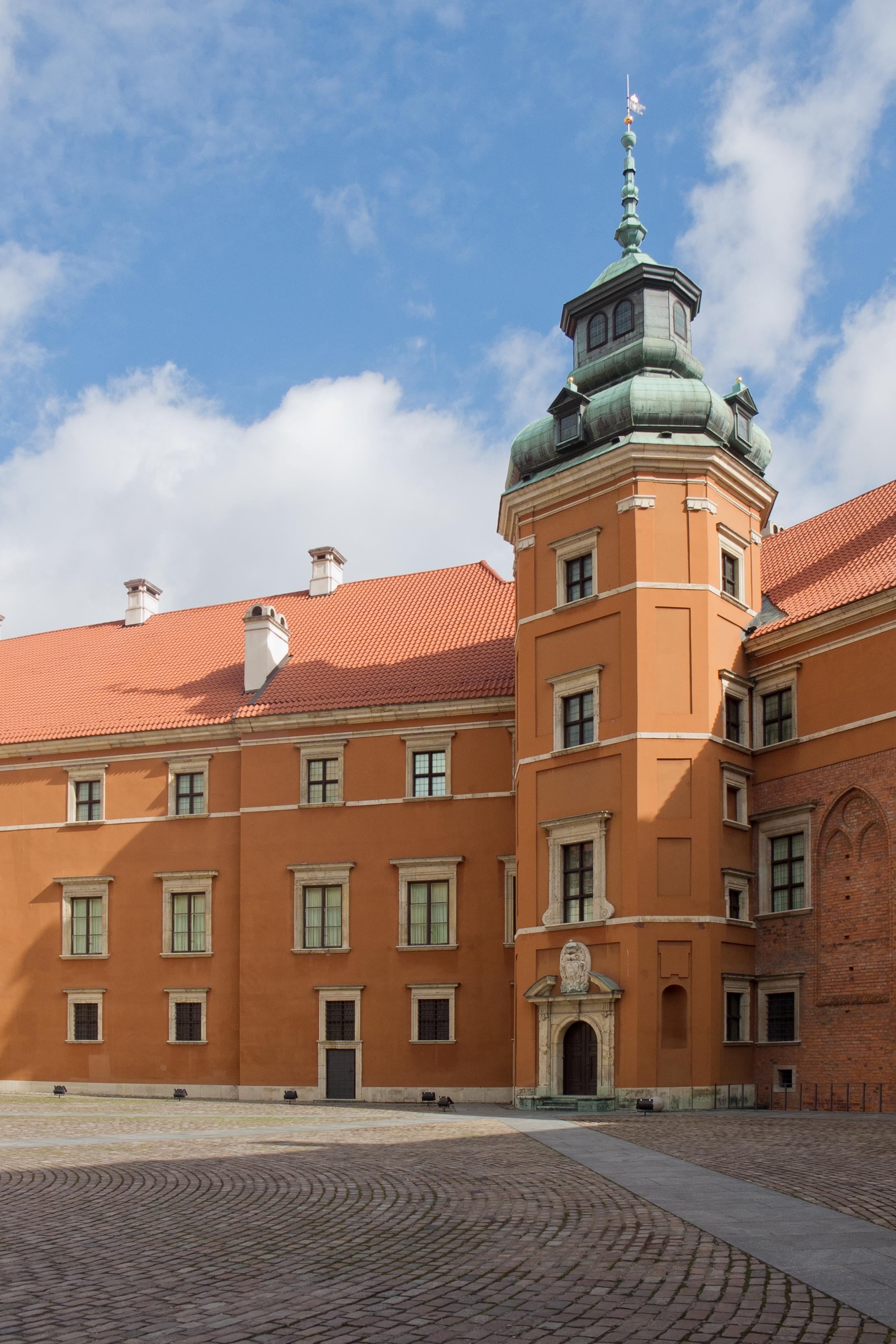
Tháp Władysław.

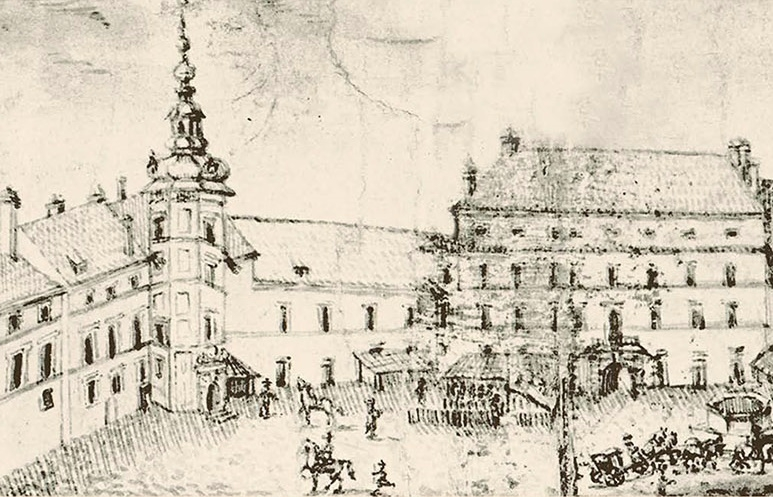
Nhà hát Opera của Władysław.

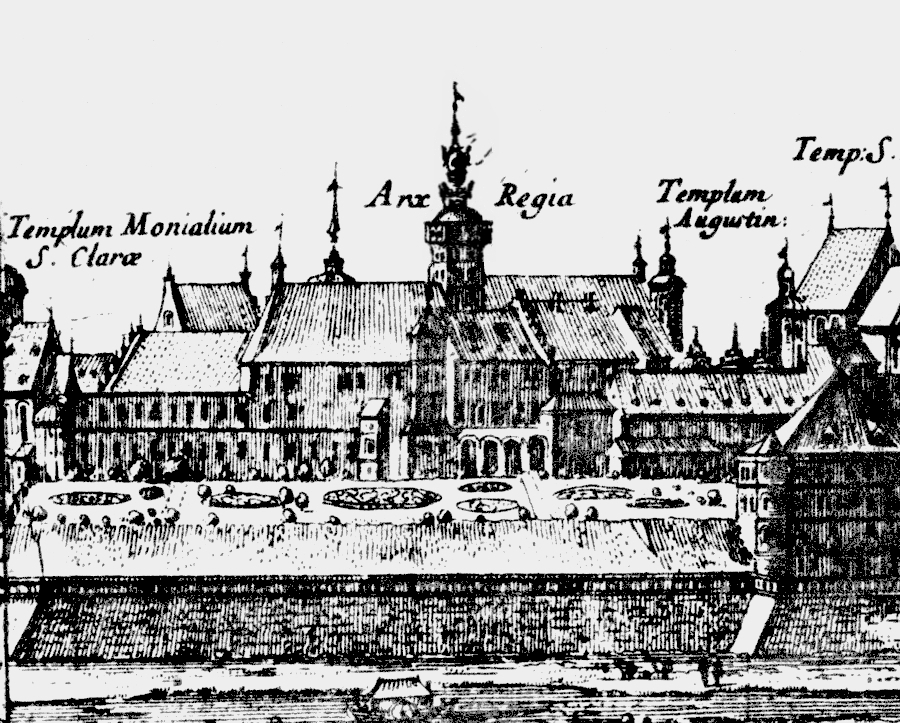
Lâu đài Hoàng gia năm 1656.

Những thay đổi tiếp theo đối với Lâu đài được thực hiện dưới triều đại của Sigismund III, ông đã chuyển nơi ở của hoàng gia từ Cracow đến Warsaw. Năm 1598–1619, Lâu đài được mở rộng và Giovanni Trevano phụ trách việc tái thiết. Kế hoạch của ông có lẽ đã được kiến trúc sư người Venice là Vincenzo Scamozzi sửa đổi.

### Cuối thời kỳ Baroque

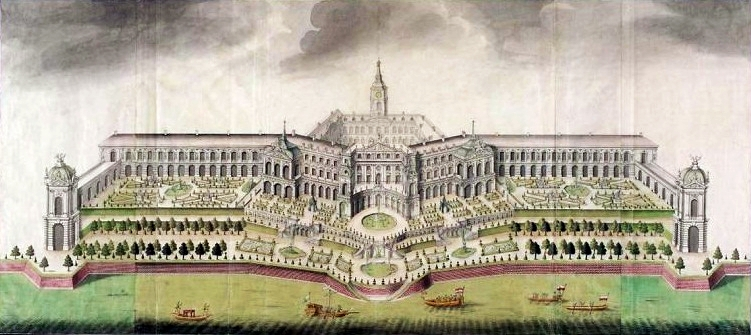
Thiết kế tái thiết của Lâu đài Hoàng gia, ca. 1700.

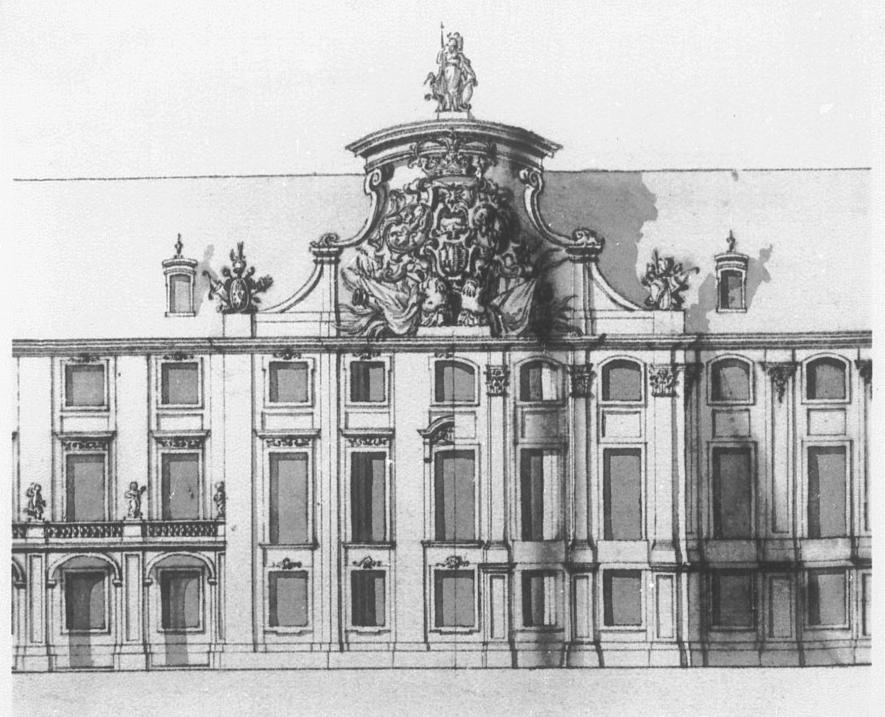
Thiết kế cánh phía Đông của G. Chiaveri.

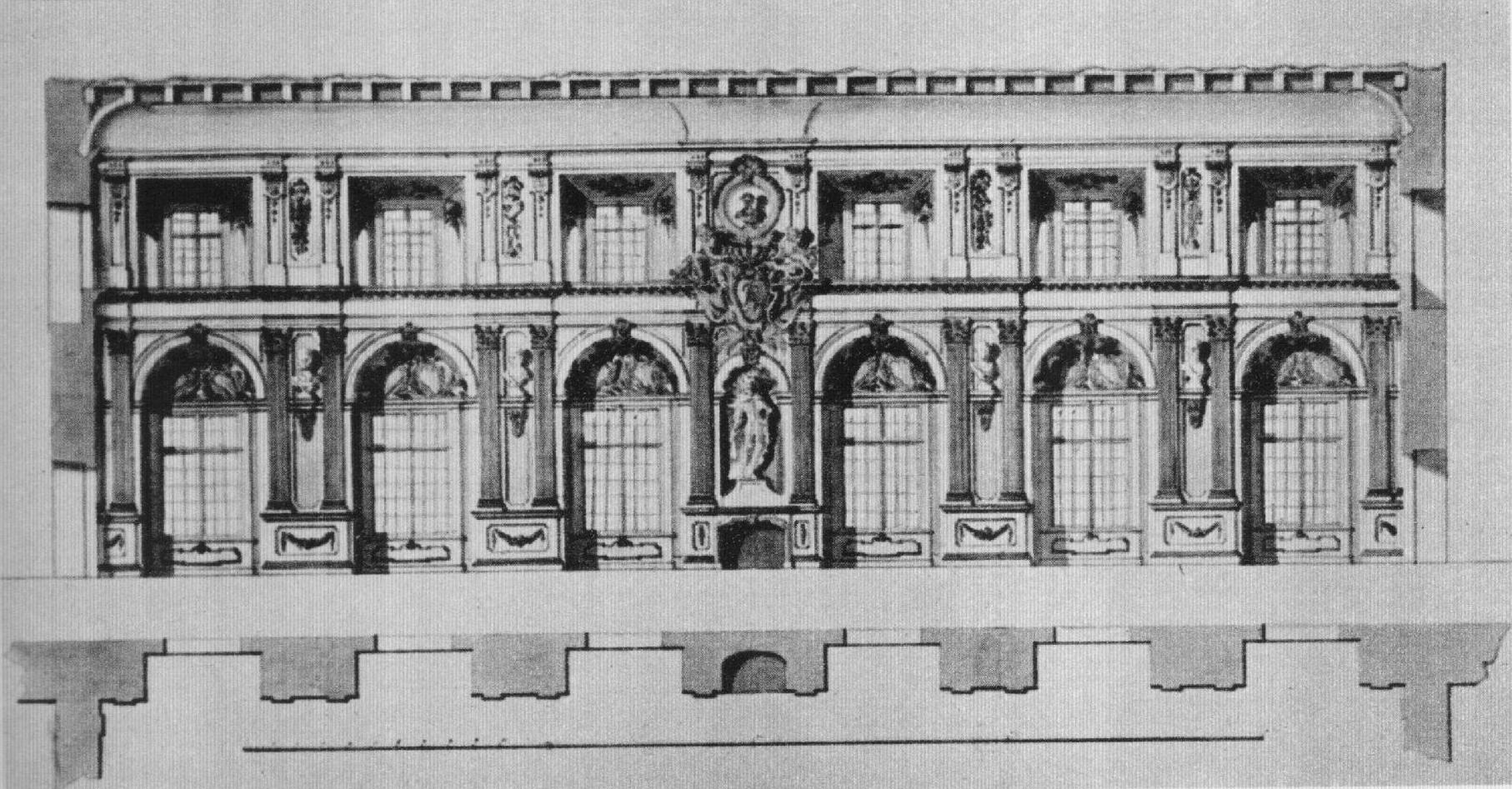
Phòng Thượng viện tại Lâu đài Hoàng gia, 1720.

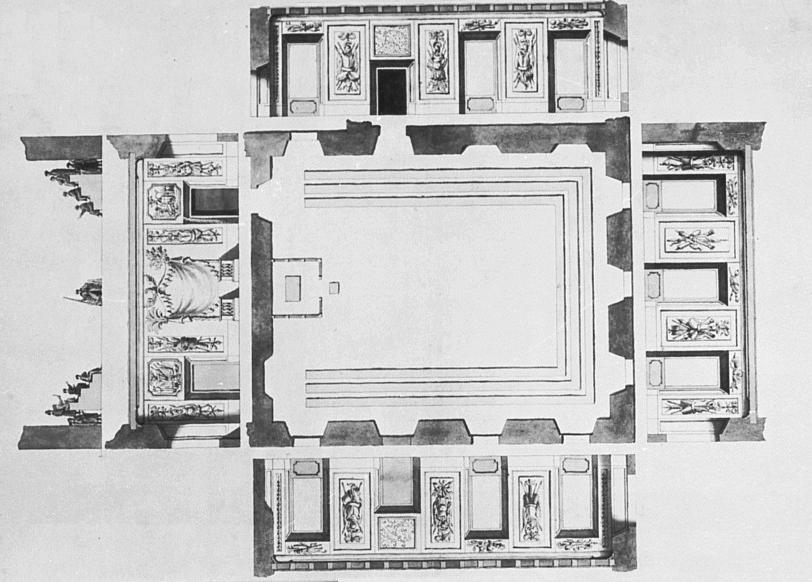
Phòng đại biểu mới tại Lâu đài Hoàng gia vào cuối thế kỷ 17.

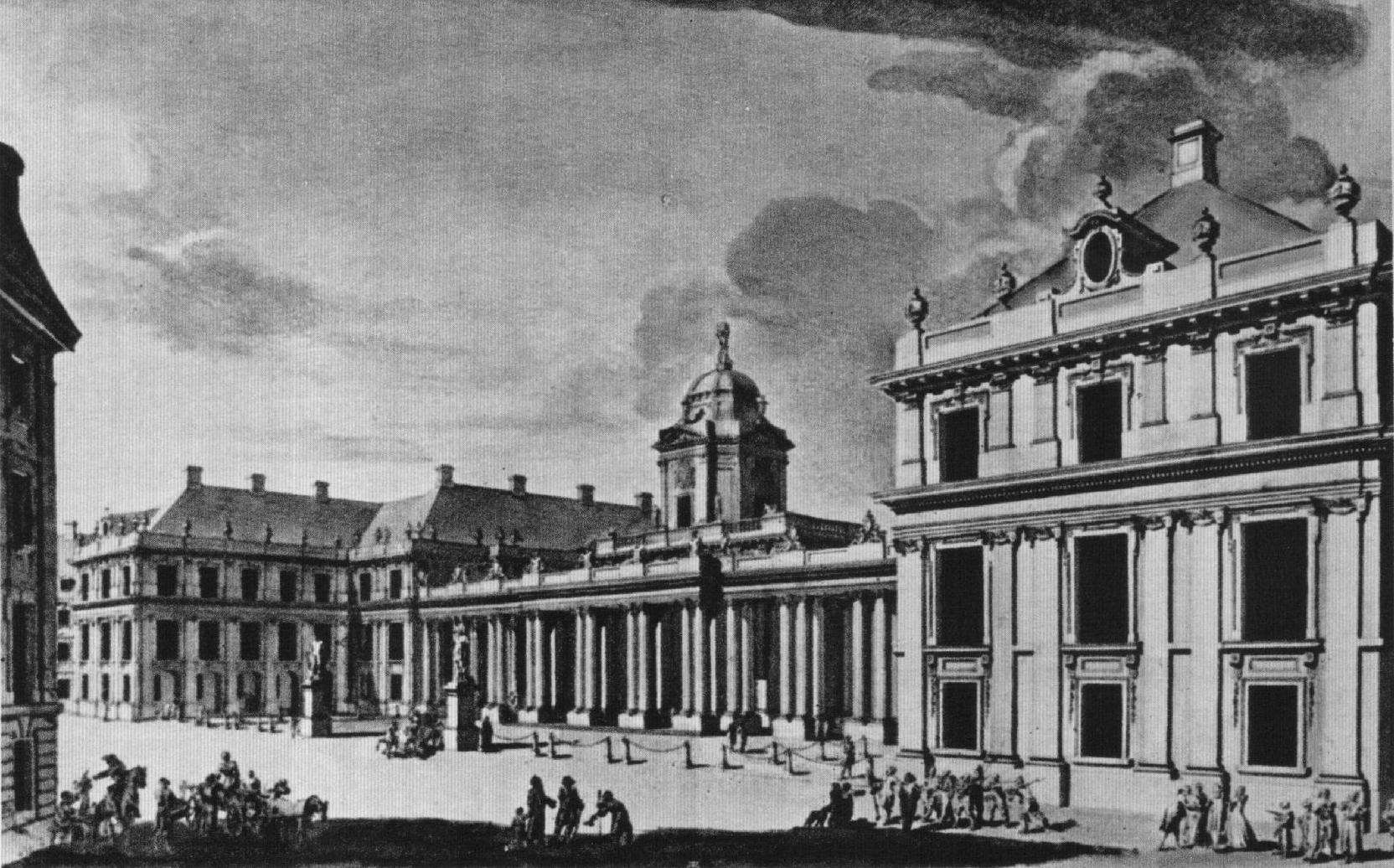
Thiết kế trùng tu Lâu đài Hoàng gia ở Warsaw bởi J. Fontana.

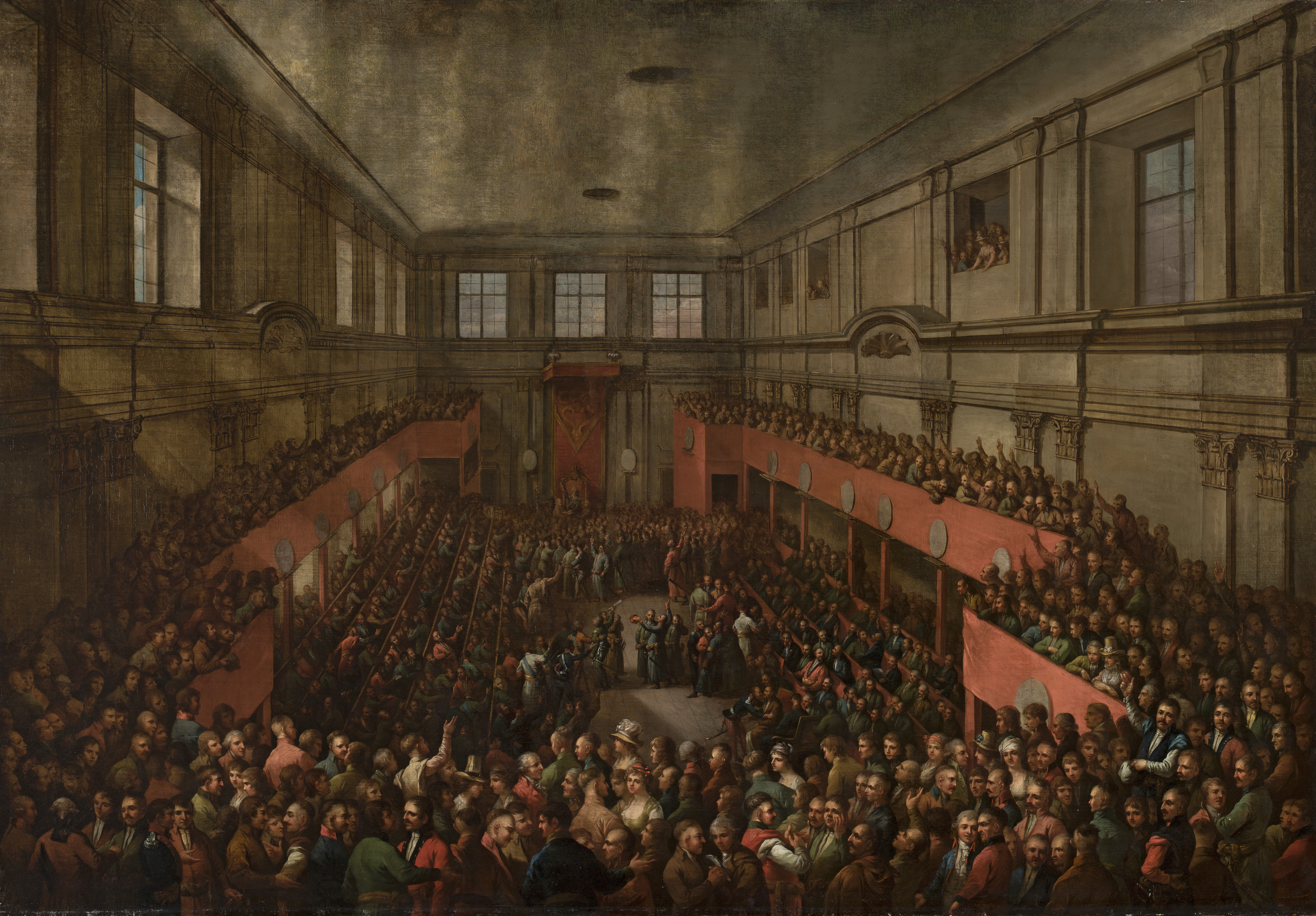
Năm 1791, Đại nghị viện (hay Thượng nghị viện bốn năm)) nhiệm kỳ 1788–1792 và Thượng viện, thông qua Hiến pháp ngày 3 tháng 5 tại Lâu đài Hoàng gia.

### Tại Ba Lan được phân vùng và Cộng hòa Ba Lan thứ hai

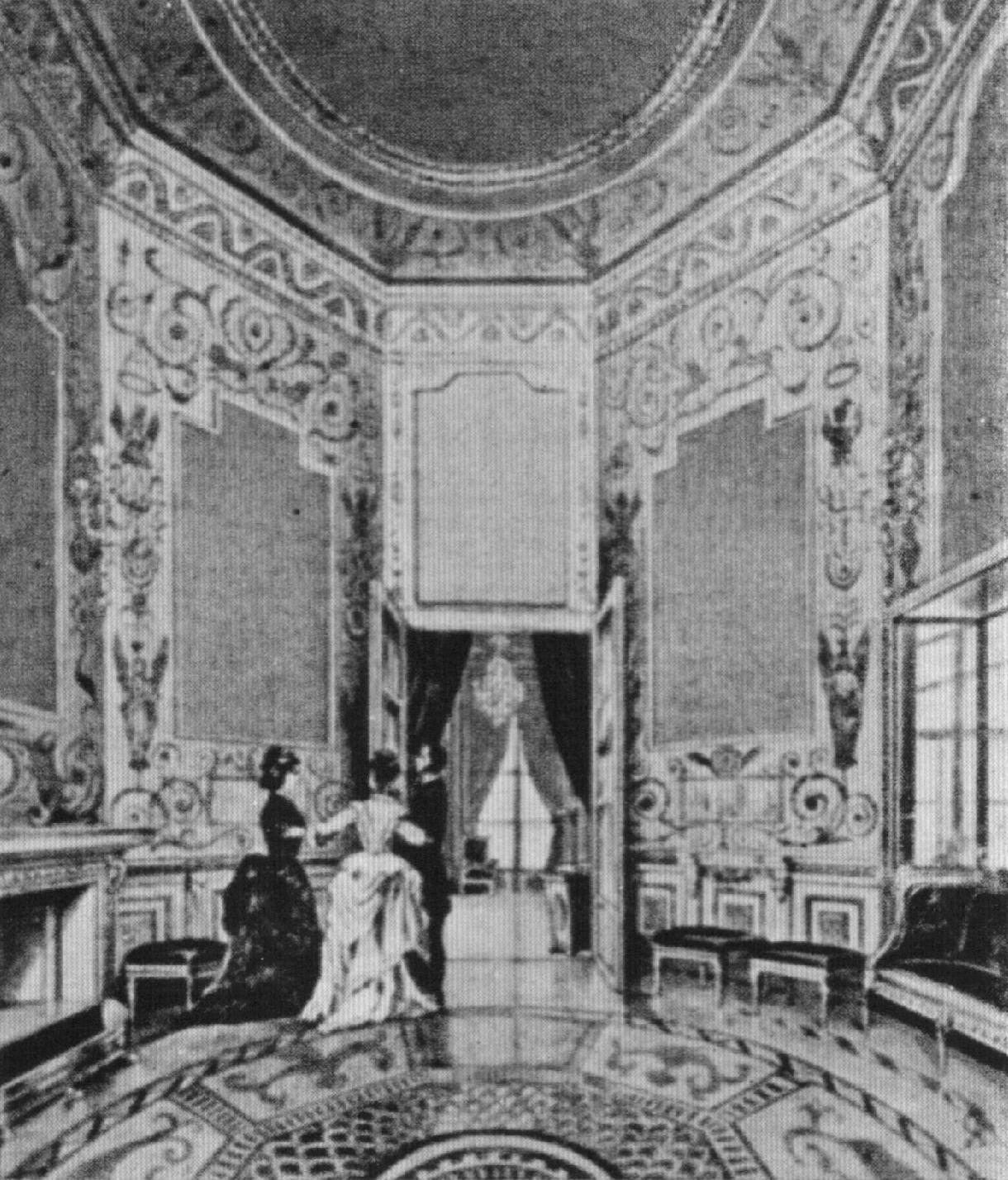
Phòng Hội thảo tại Lâu đài không có những bức tranh do đã bị quân đội Sa hoàng đánh cắp.

### Trong Thế chiến II
Ngày 17 tháng 9 năm 1939, Lâu đài bị quân Đức pháo kích. Mái nhà và các tháp pháo bị lửa thiêu rụi (chúng được nhân viên của Lâu đài khôi phục một phần, nhưng sau đó bị quân Đức cố tình dỡ bỏ). Trần của Phòng khiêu vũ bị sập, dẫn đến bức bích họa The Creation of the World trên trần nhà của Bacciarelli và các phòng khác bị hư hại nhẹ. Nhưng ngay sau khi quân Đức chiếm Warsaw, quân đội chiếm đóng tiến hành việc phá hủy lâu đài. Những đồ vật có giá trị hơn, thậm chí cả hệ thống sưởi và thông gió trung tâm, đã bị tháo dỡ và chuyển đến nước Đức.

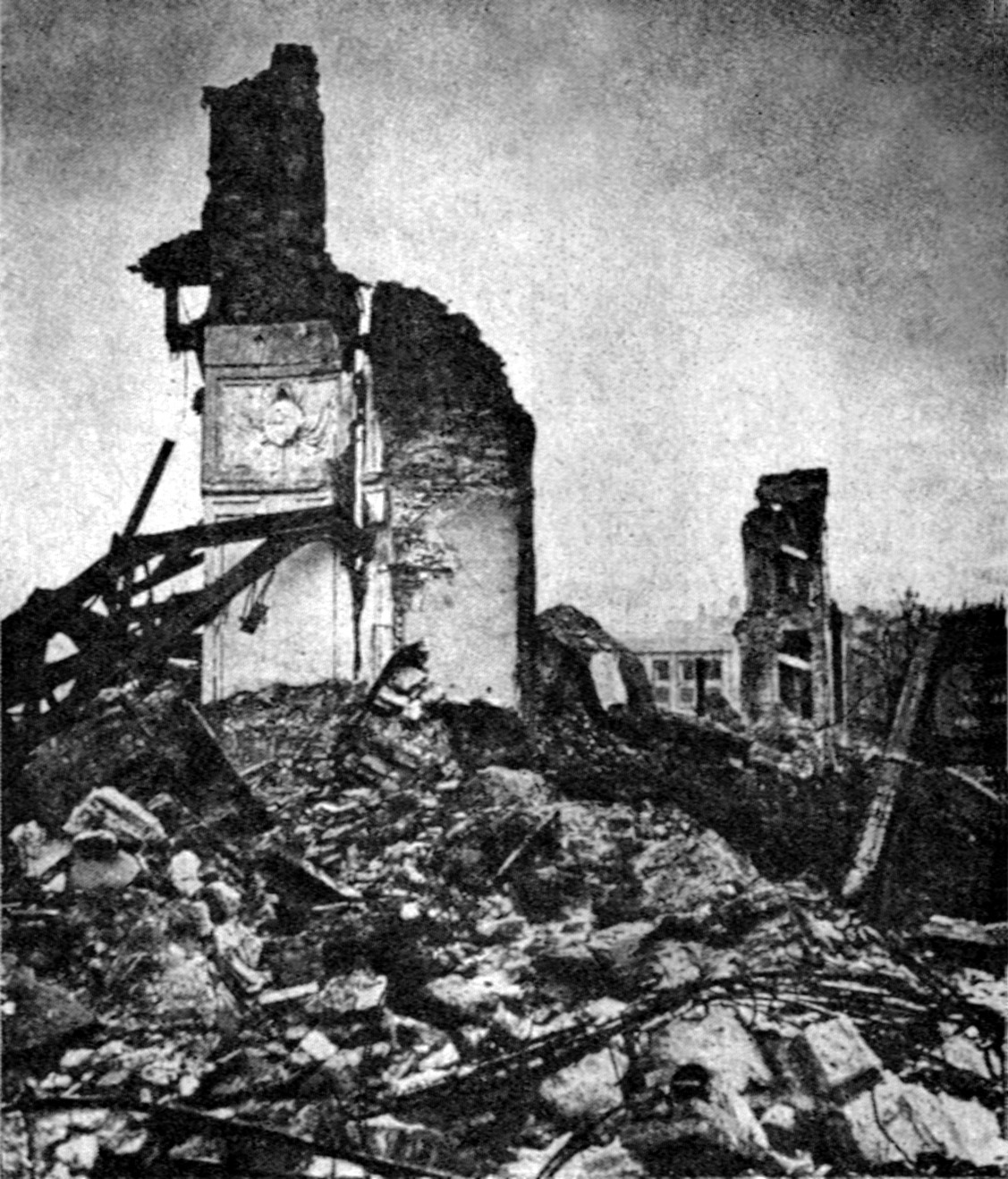
Tàn tích của lâu đài năm 1945.

### Trùng tu lại

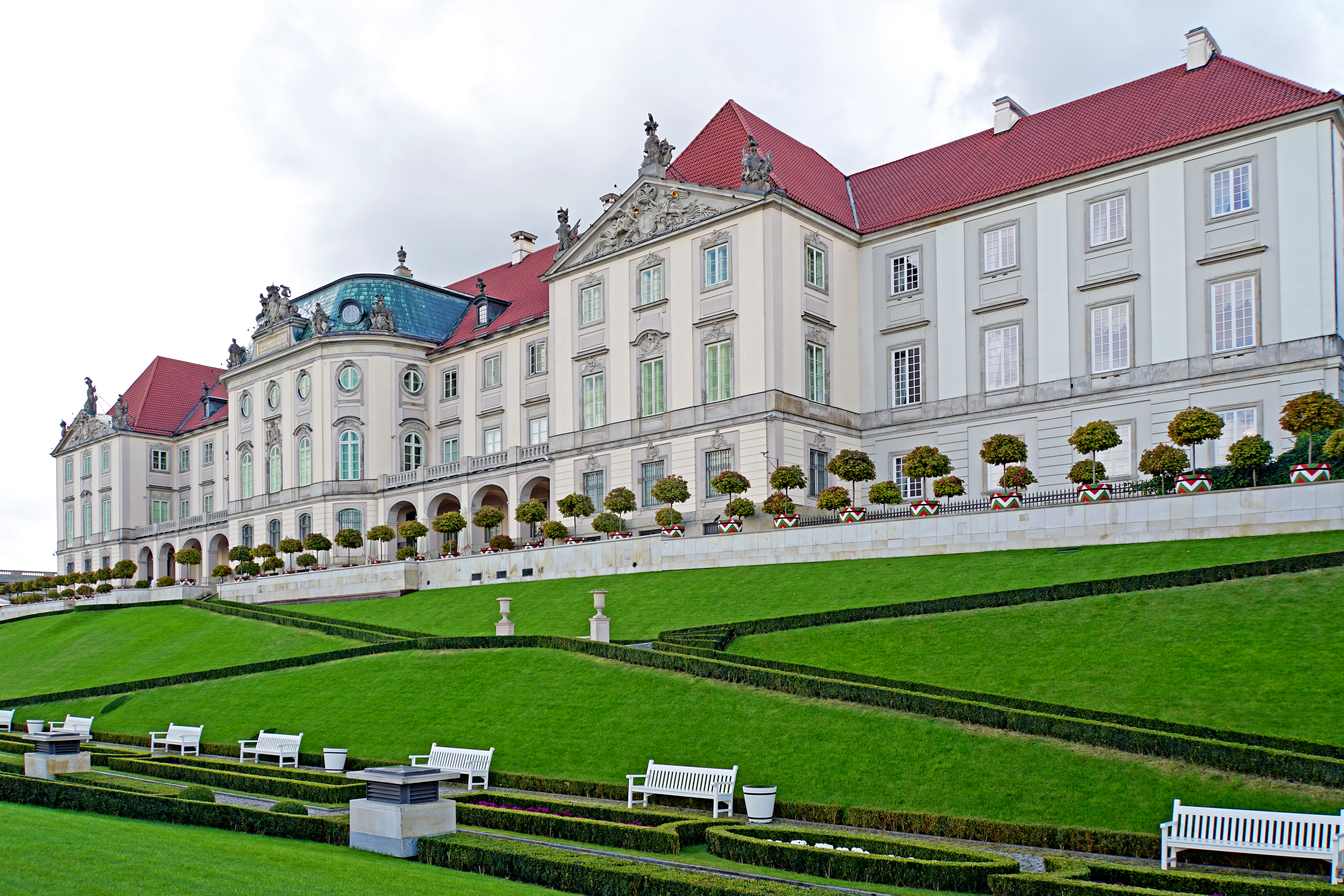
Xây dựng lại Khu vườn Thượng uyển của Lâu đài Hoàng gia

Ngay sau khi chiến tranh kết thúc năm 1945, người dân lập tức bắt đầu giải cứu những mảnh vỡ còn sót lại của bức tường, nền móng và hầm của lâu đài cũng như những bức tường bị cháy đen của Cung điện mái đồng và Thư viện Hoàng gia khỏi bị tàn phá thêm. Năm 1949, Quốc hội Ba Lan đã thông qua dự luật xây dựng lại Lâu đài như một di tích lịch sử và văn hóa Ba Lan. Trong khi đó, các văn phòng có kiến trúc đặc biệt, dưới sự điều hành của Jan Dąbrowski, Piotr Biegański và Jan Zachwatowicz, đã lập các bản thiết kế để khôi phục lại phần khung của tòa nhà và trang trí các phòng lịch sử. Quyết định bắt đầu công việc đã bị hoãn lại nhiều lần, nhưng cuối cùng đã được đưa ra vào ngày 20 tháng 1 năm 1971. Một Ủy ban Hành chính đã được thành lập. Giữa những tràng pháo tay của mọi người, người ta đã quyết định xây dựng lại lâu đài từ các khoản đóng góp tự nguyện. Cả hai ủy ban gây quỹ ở Ba Lan và nước ngoài đều được thành lập.
Đến tháng 5 năm 1975, Quỹ đã đạt được 500 triệu złoty. Cùng ngày, hơn một nghìn tác phẩm nghệ thuật có giá trị đã được nhiều cư dân Ba Lan và nước ngoài tặng cho Lâu đài. Đại diện chính thức của các quốc gia khác cũng gửi gắm cho Lâu đài các tác phẩm nghệ thuật có giá trị nghệ thuật và lịch sử to lớn.

### Nội thất

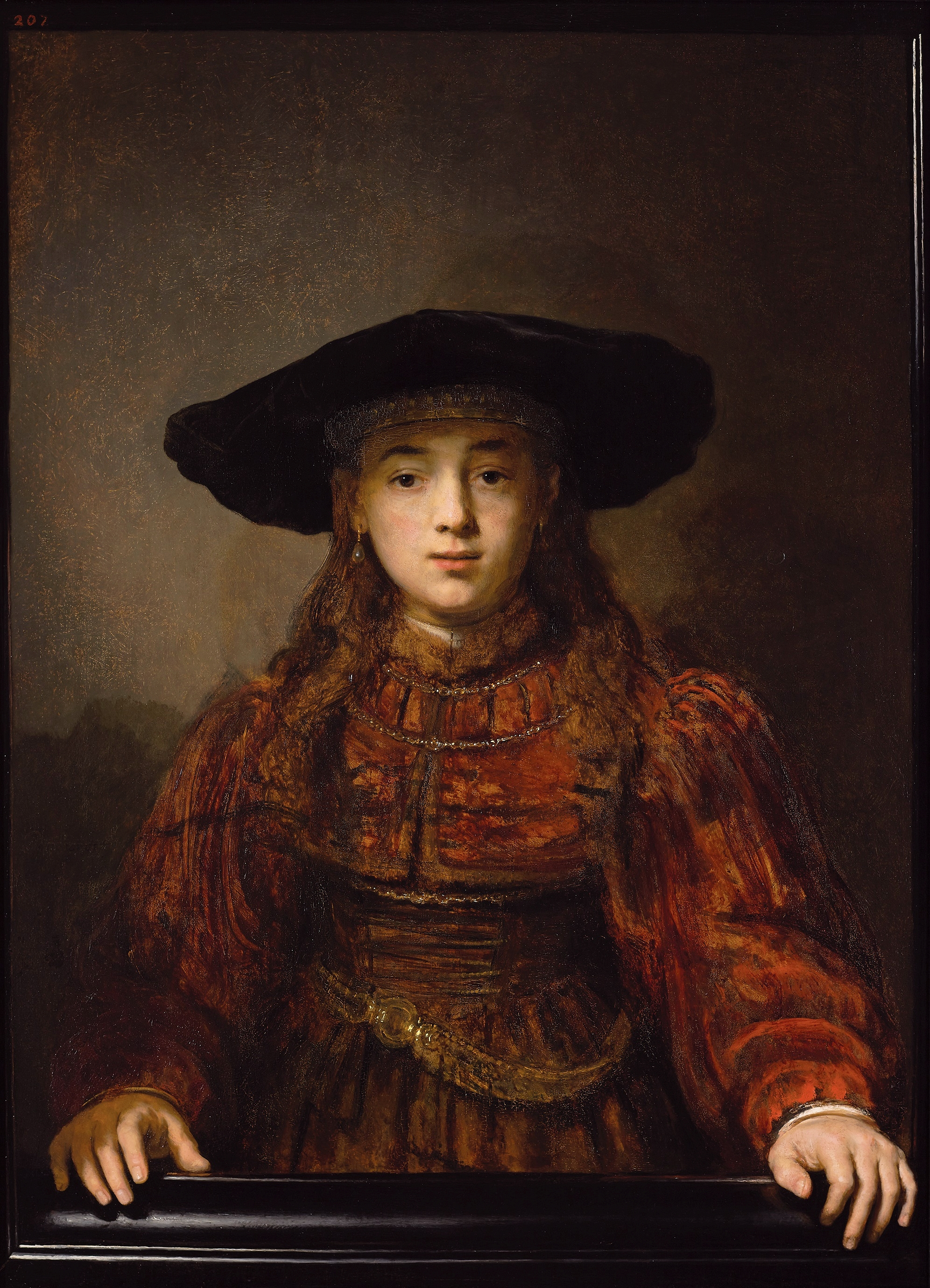
The Girl in a Picture Frame của Rembrandt. Một trong hai tác phẩm của họa sĩ tại lâu đài từ bộ sưu tập của Stanisław Augustus.

Nội thất bao gồm nhiều phòng khác nhau, tất cả đều được trùng tu cẩn thận với càng nhiều đồ trưng bày nguyên bản càng tốt sau khi bị Chiến tranh thế giới thứ hai tàn phá.

Nội thất của Lâu đài
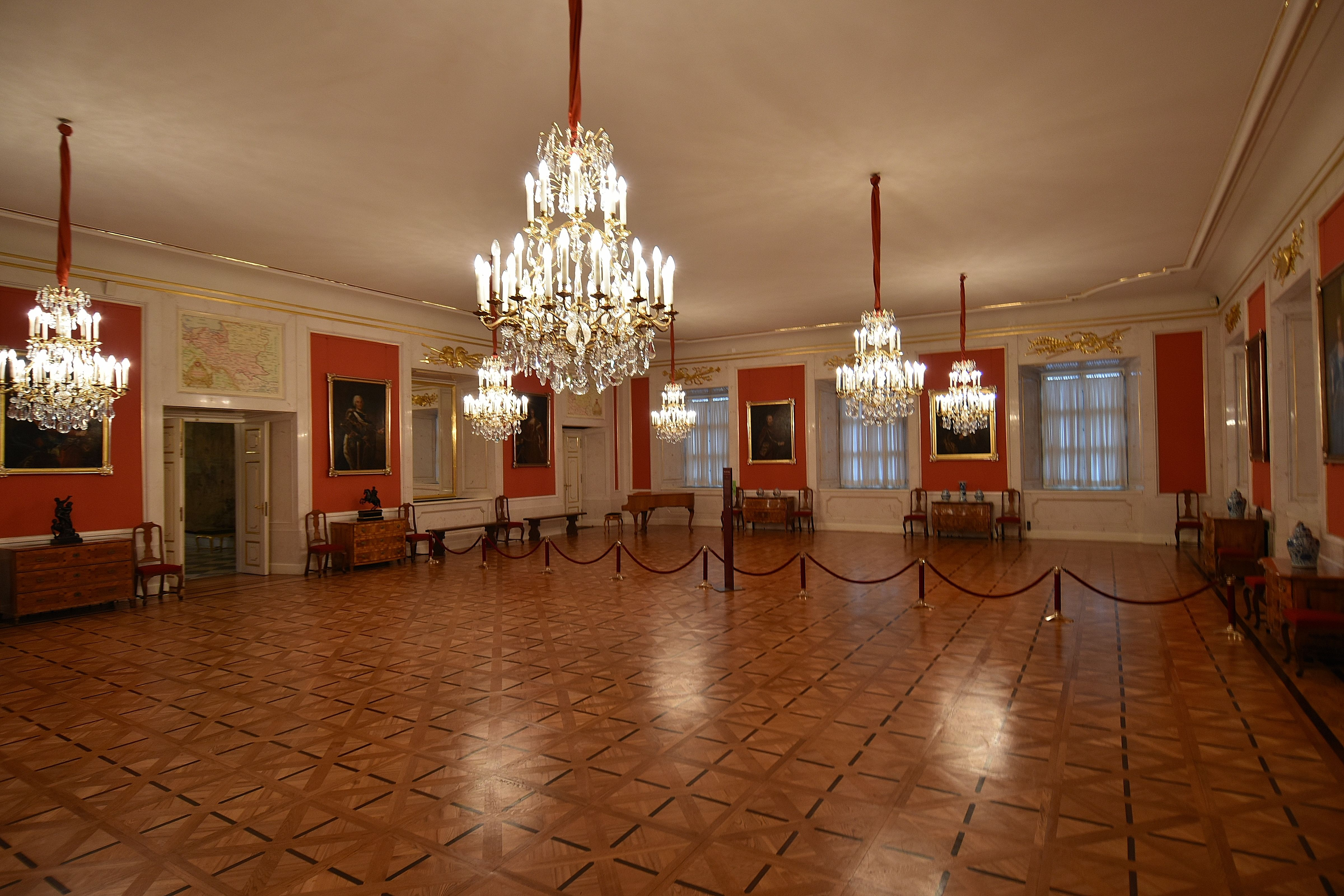
Hạ viện mới
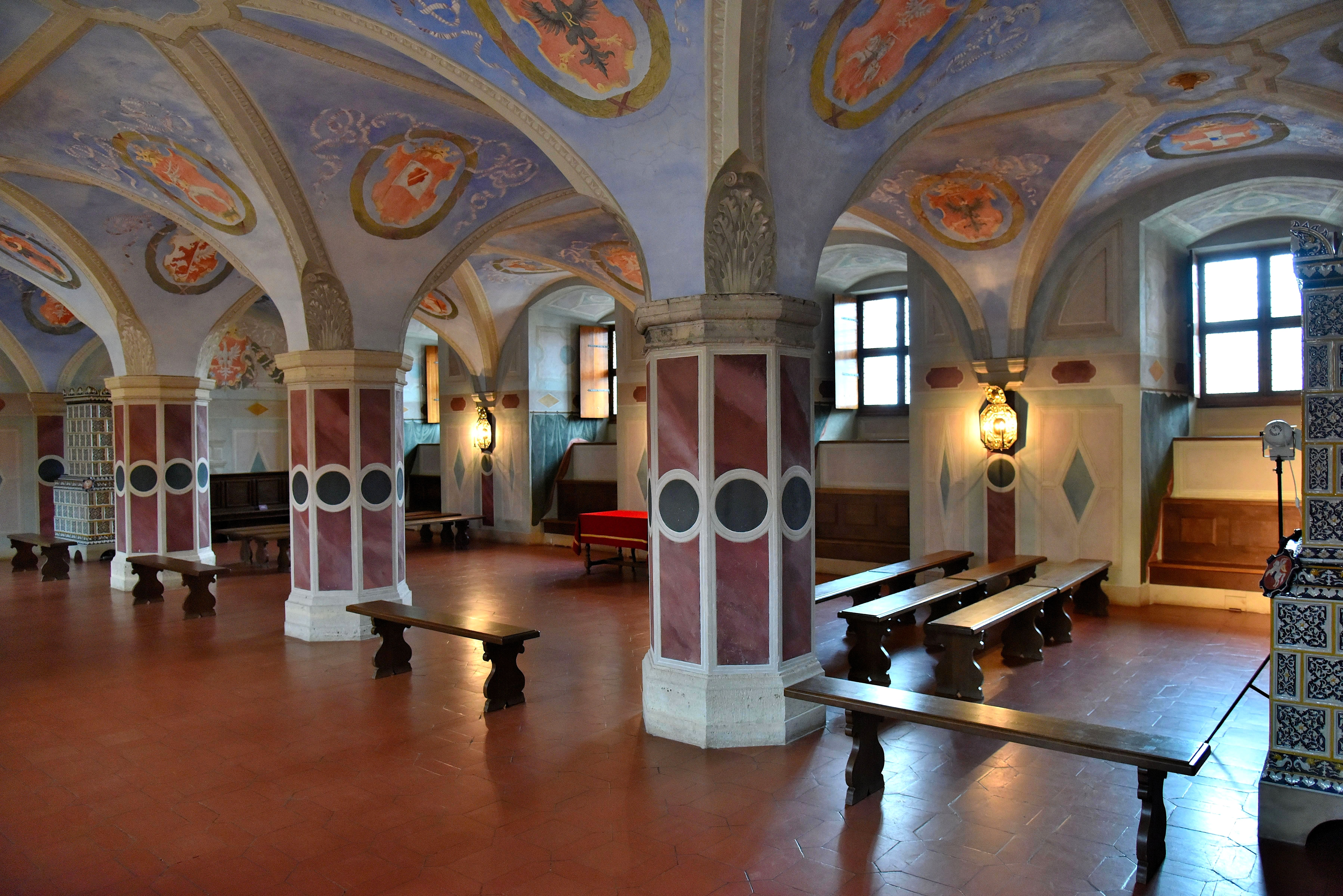
Hạ viện cũ
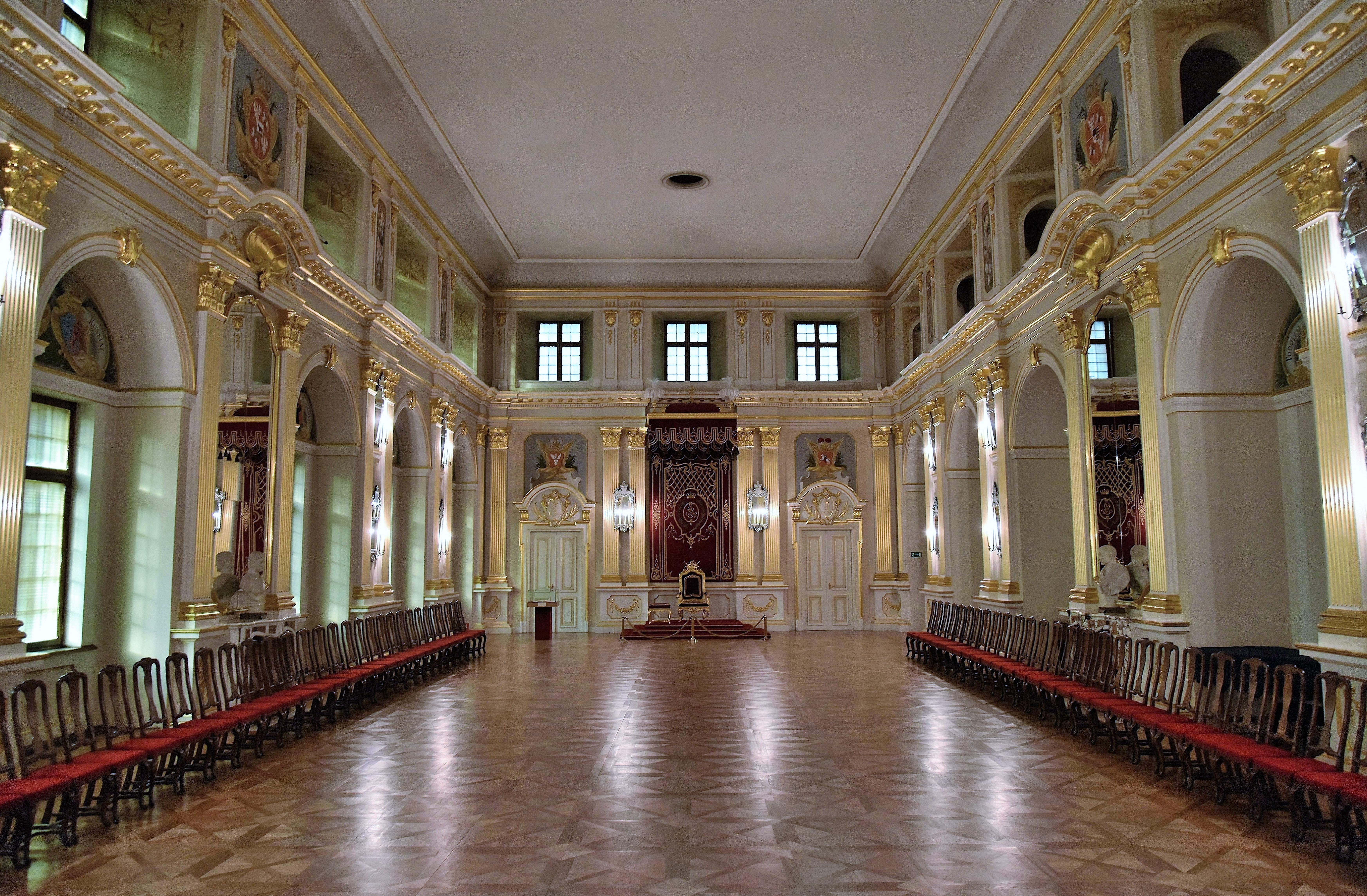
Sảnh Thượng nghị viện
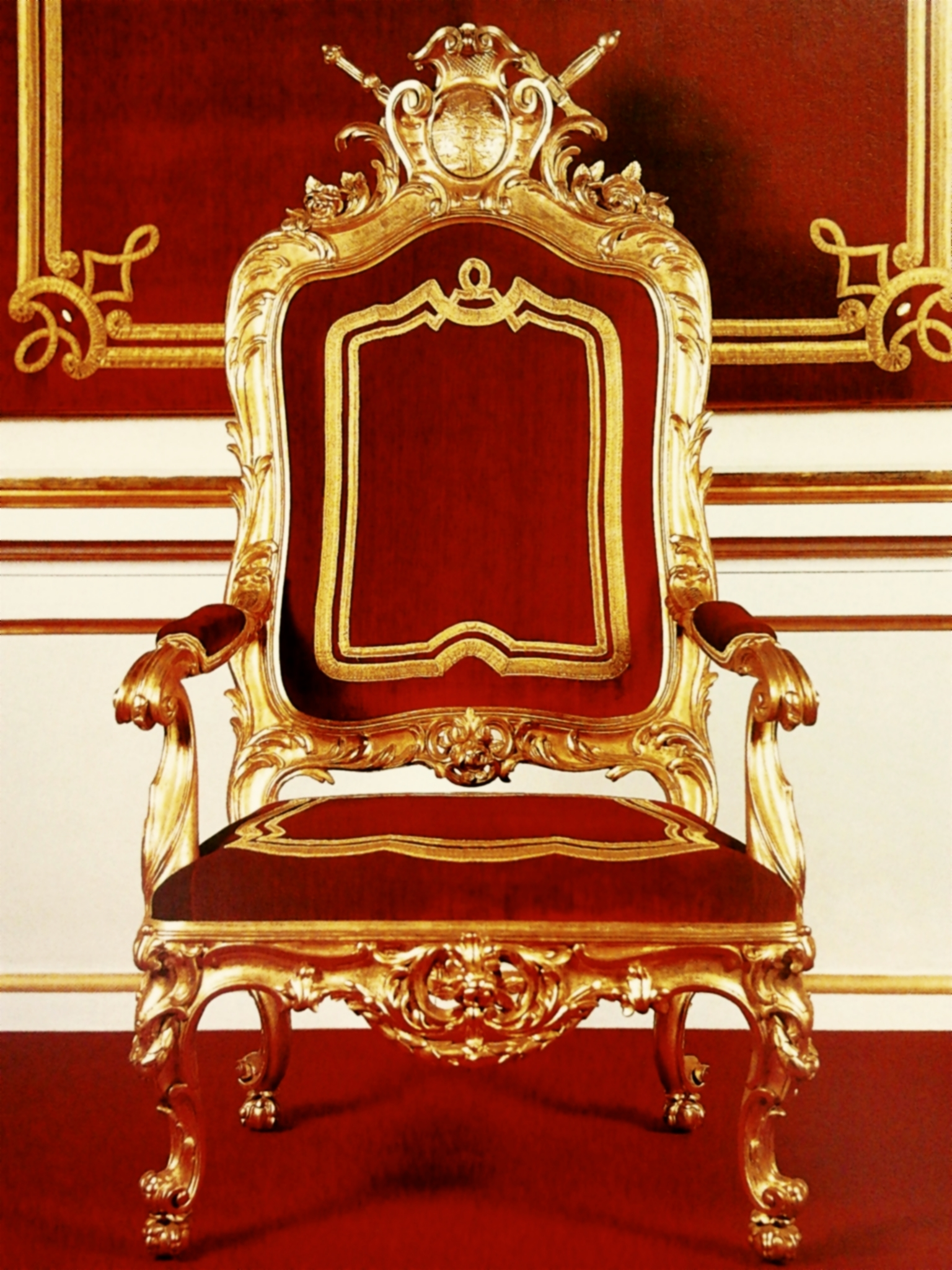
Ngai vàng
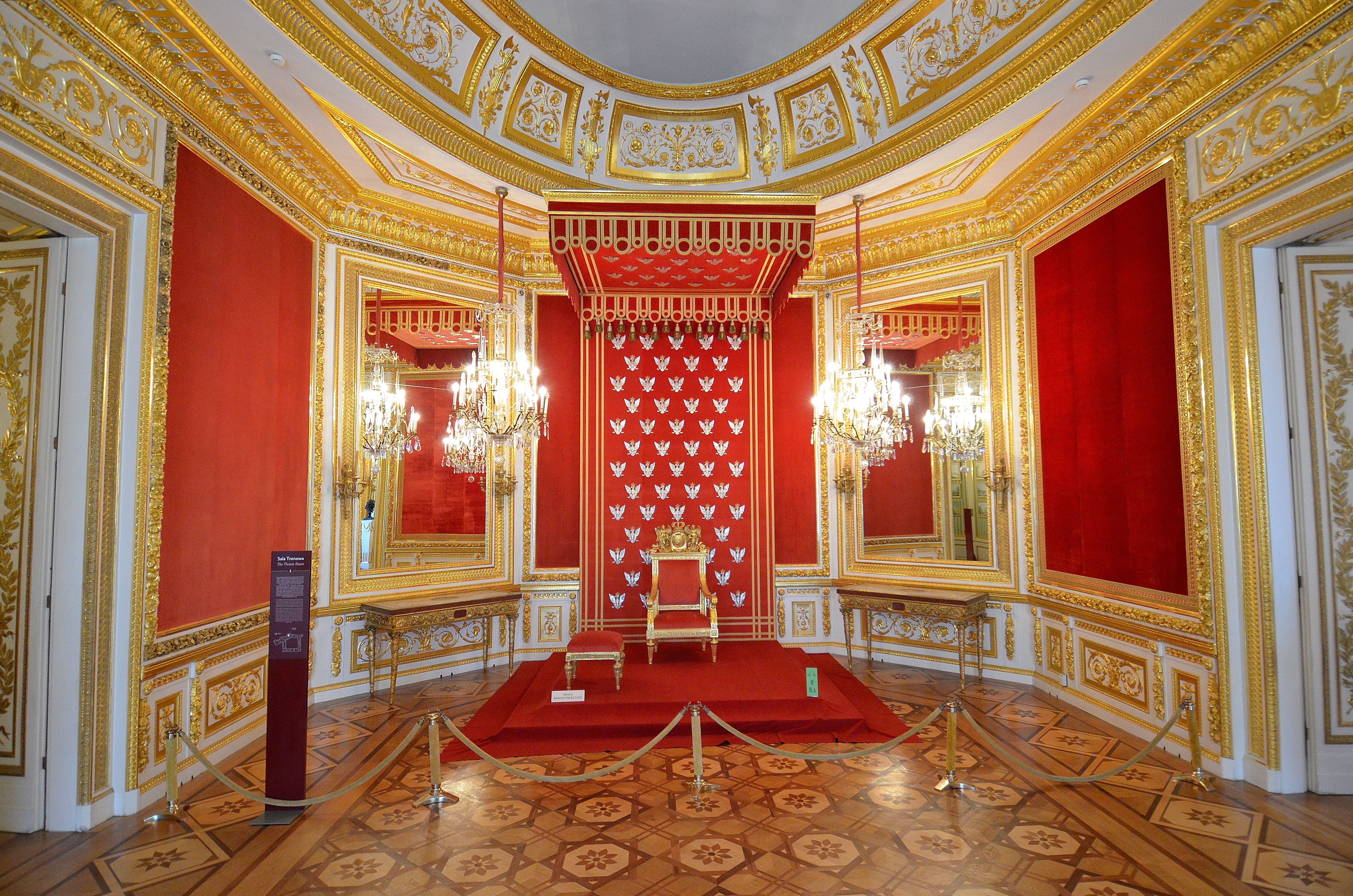
Phòng ngai vàng
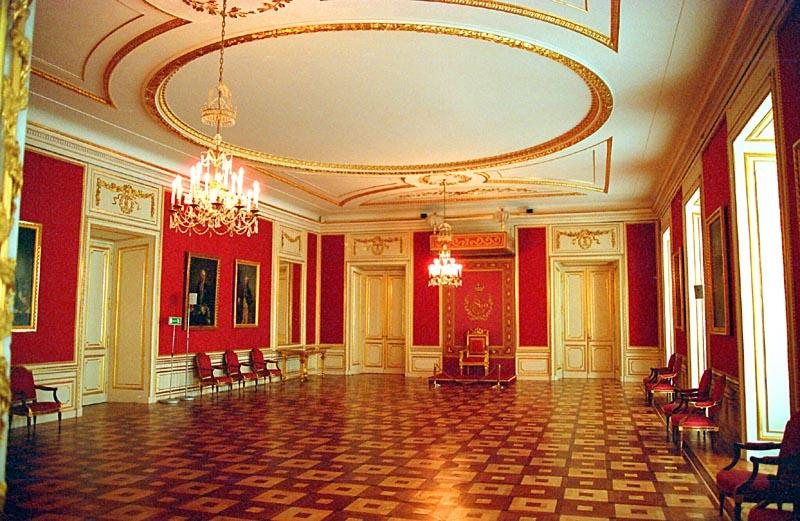
Phòng Hội đồng Hoàng gia
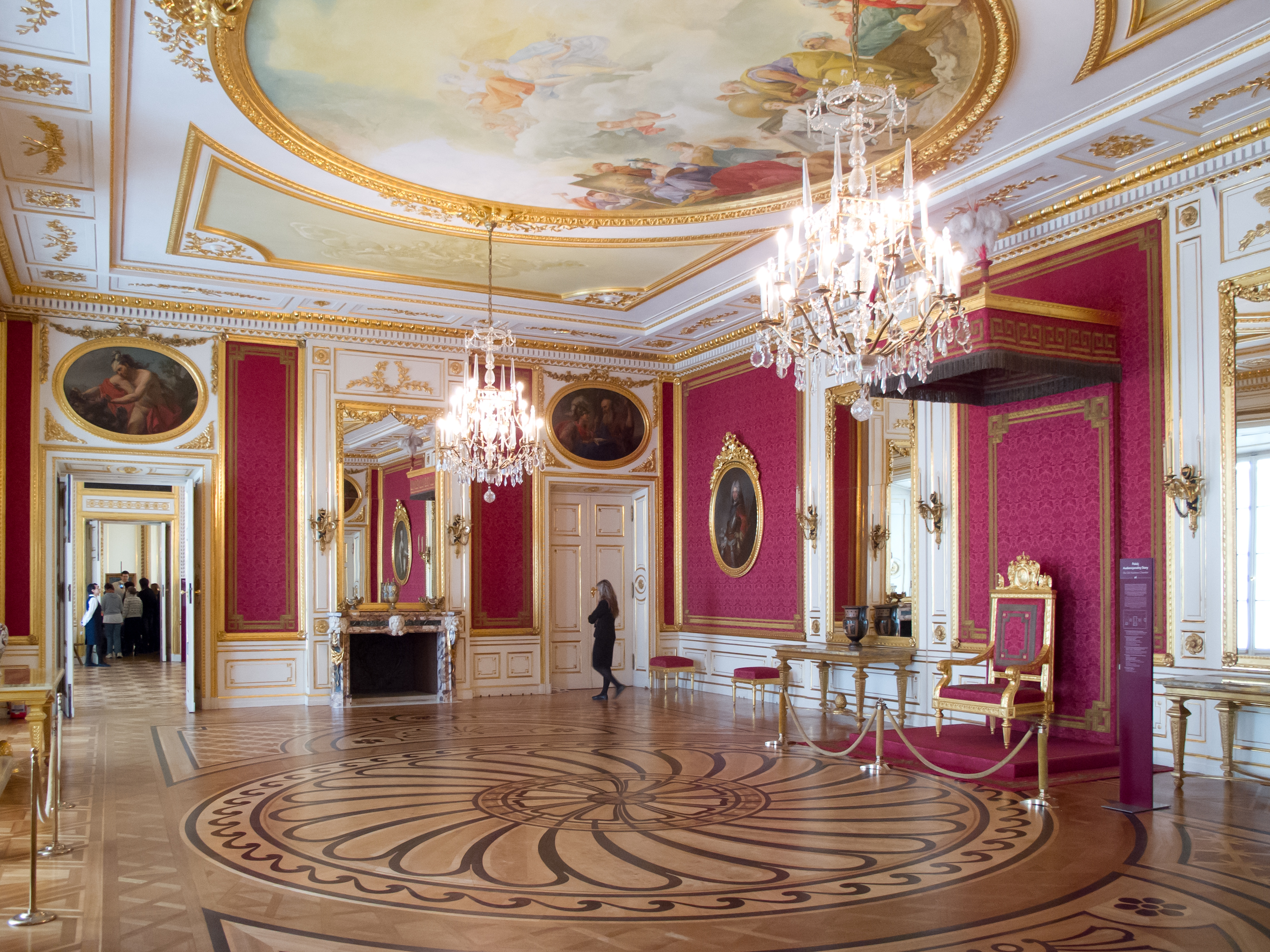
Phòng yết kiến cũ
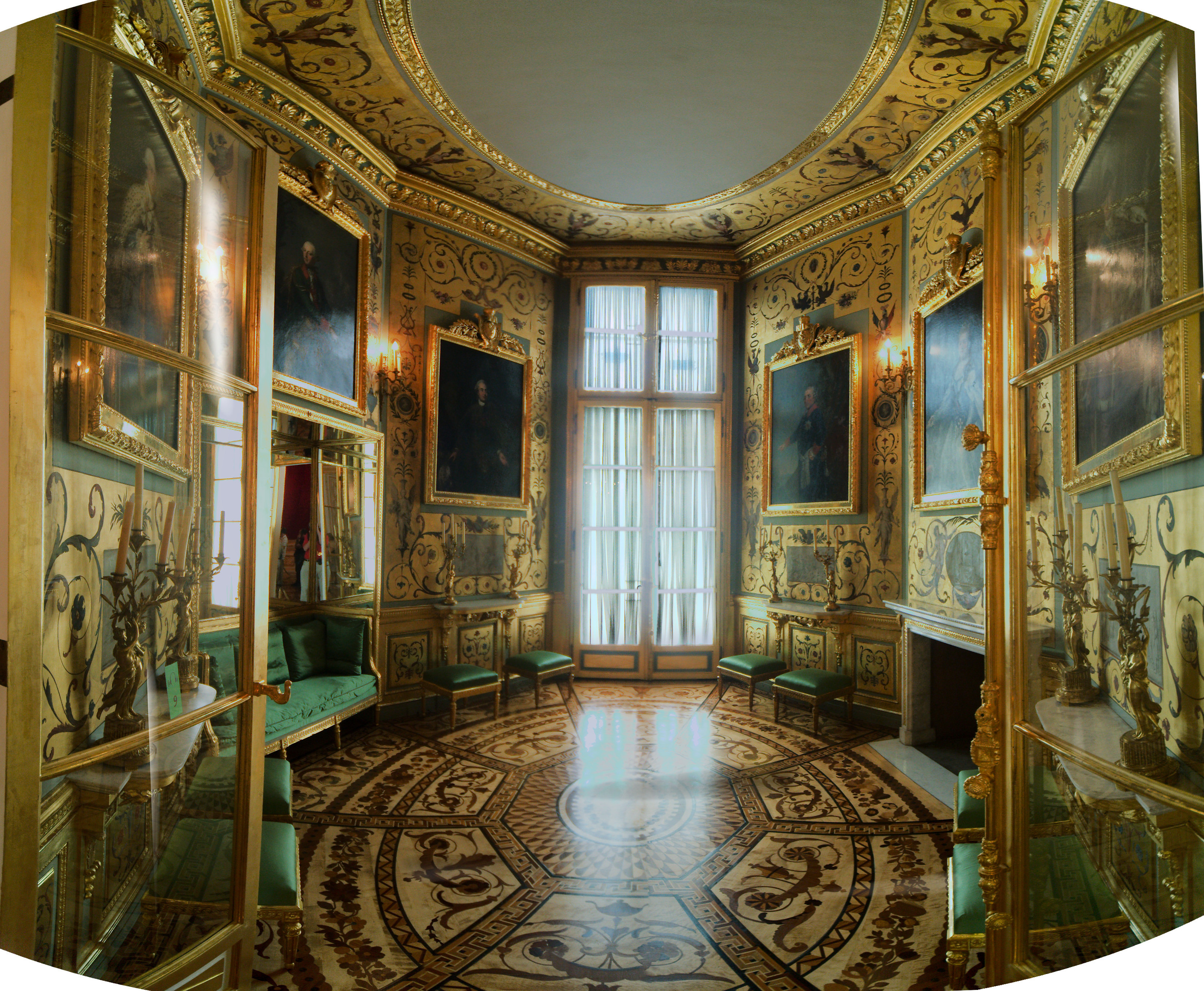
Phòng Hội nghị
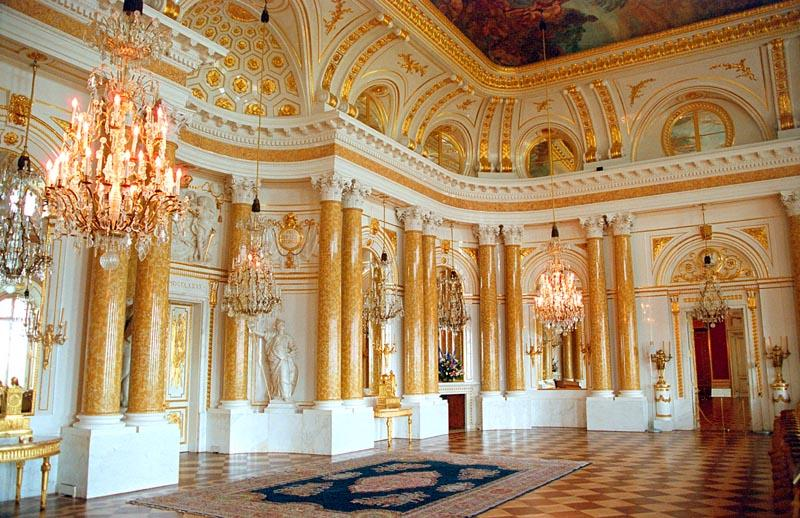
Đại sảnh
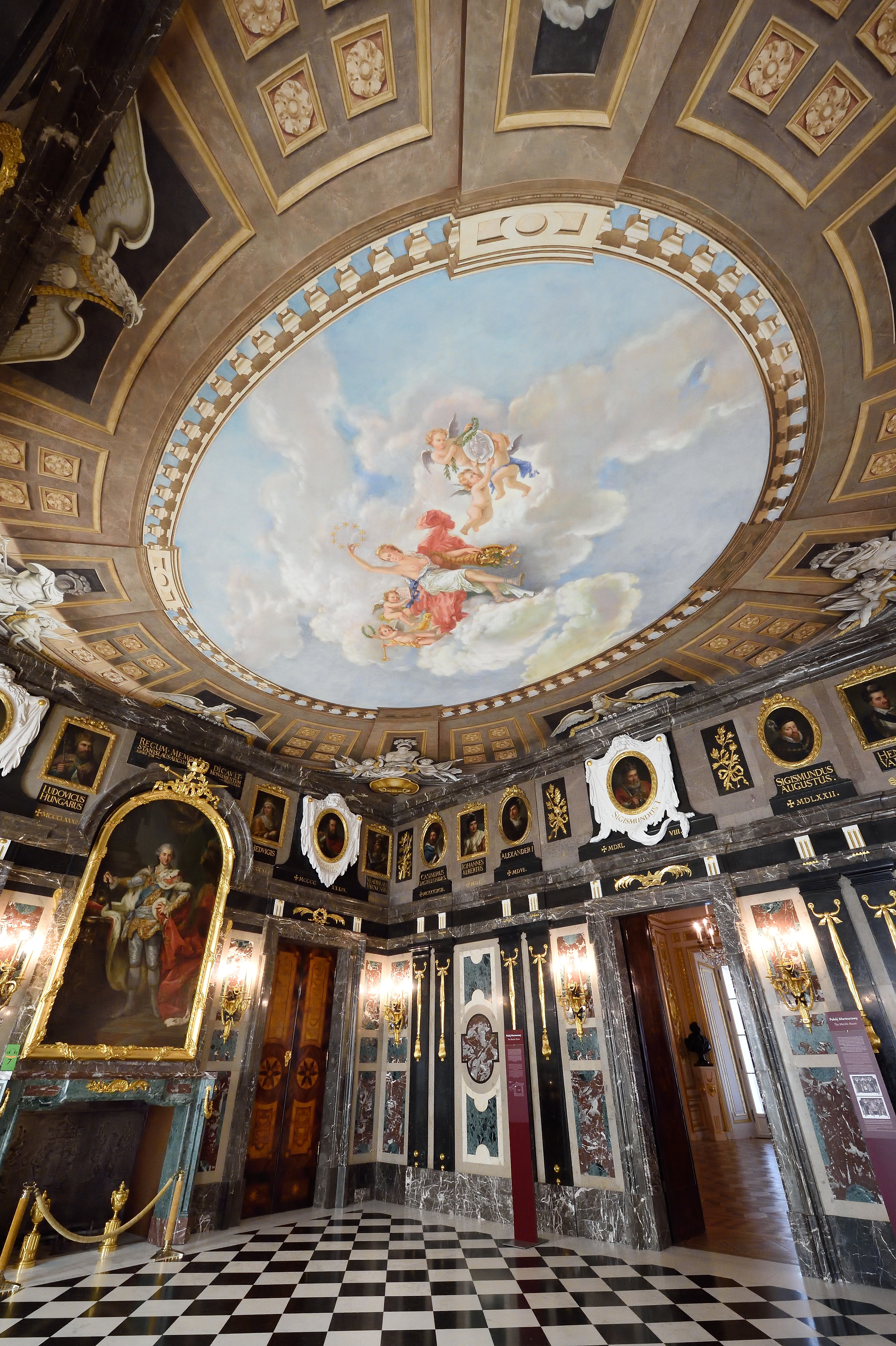
Phòng lát đá cẩm thạch
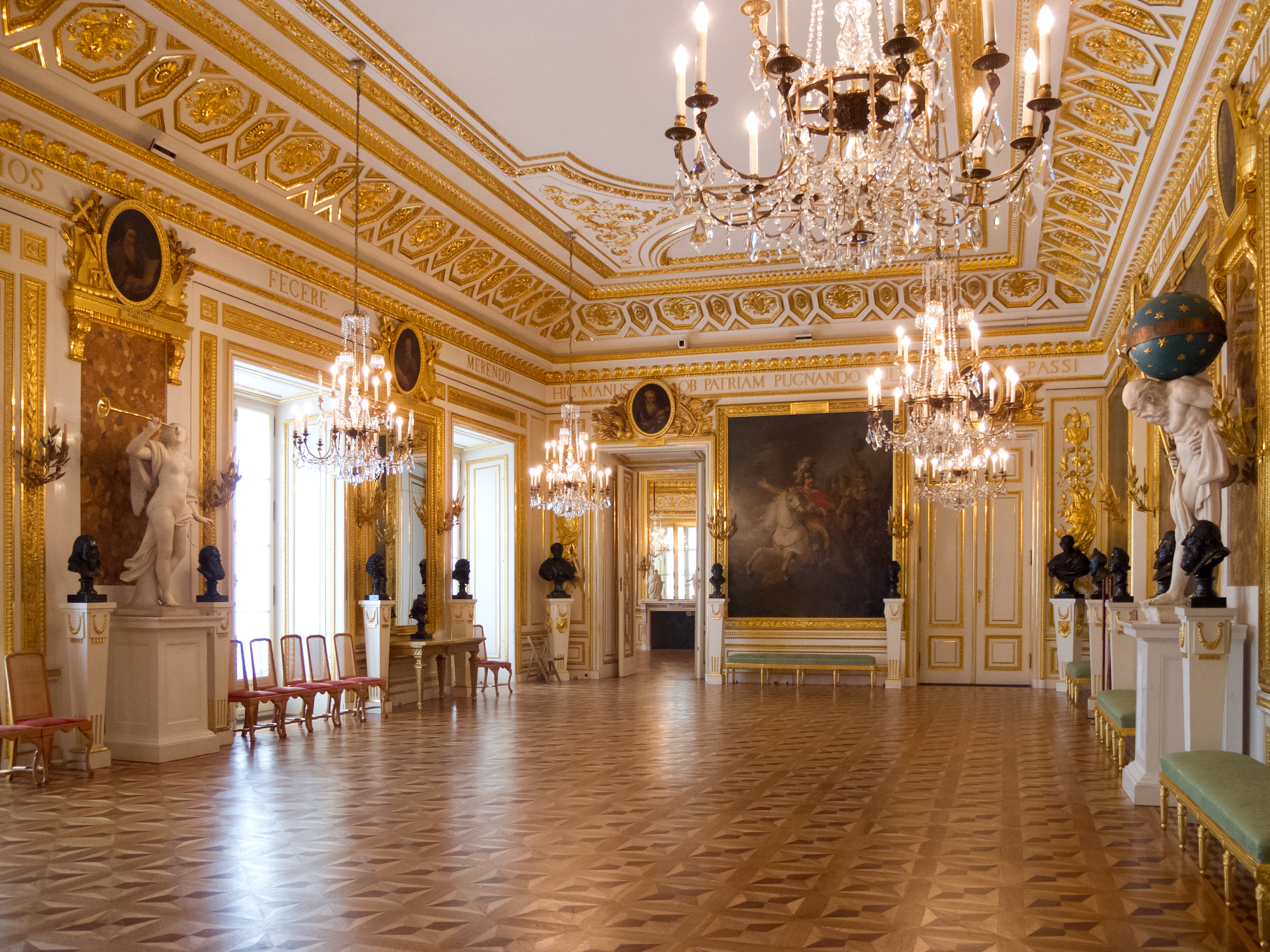
Phòng Hiệp sỹ
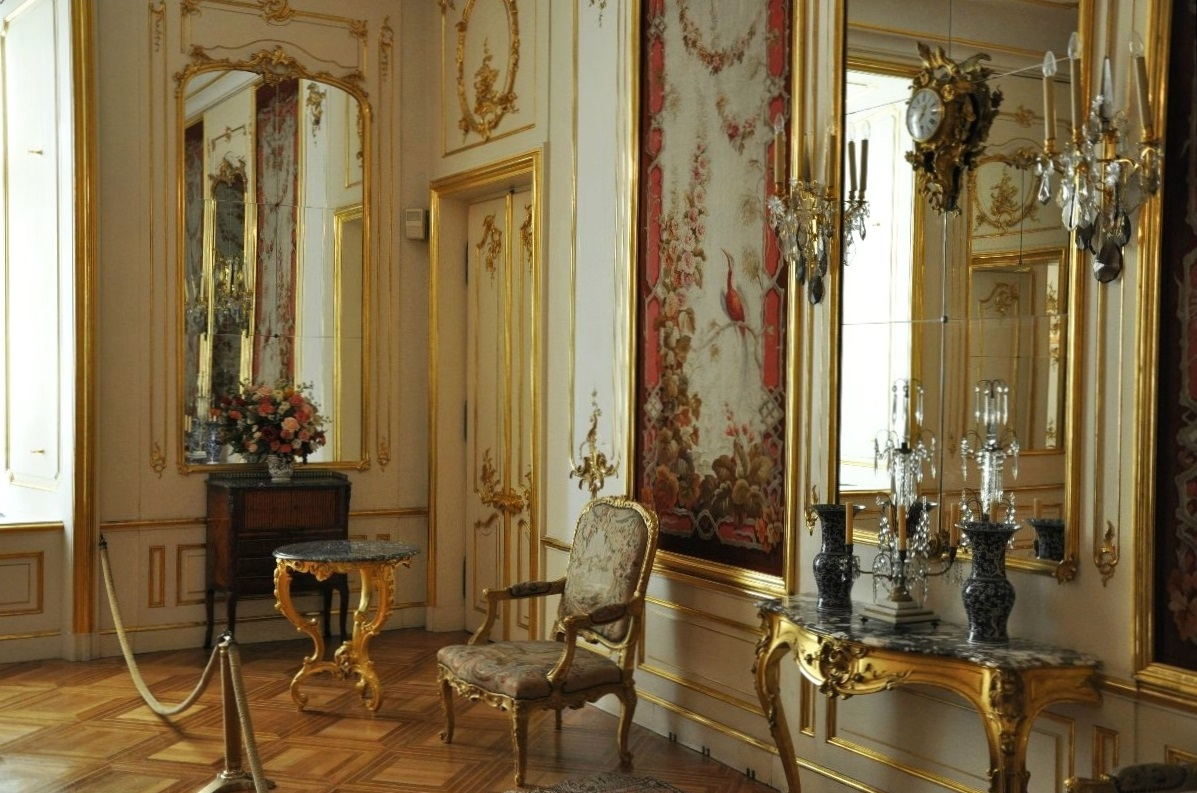
Phòng hoàng gia
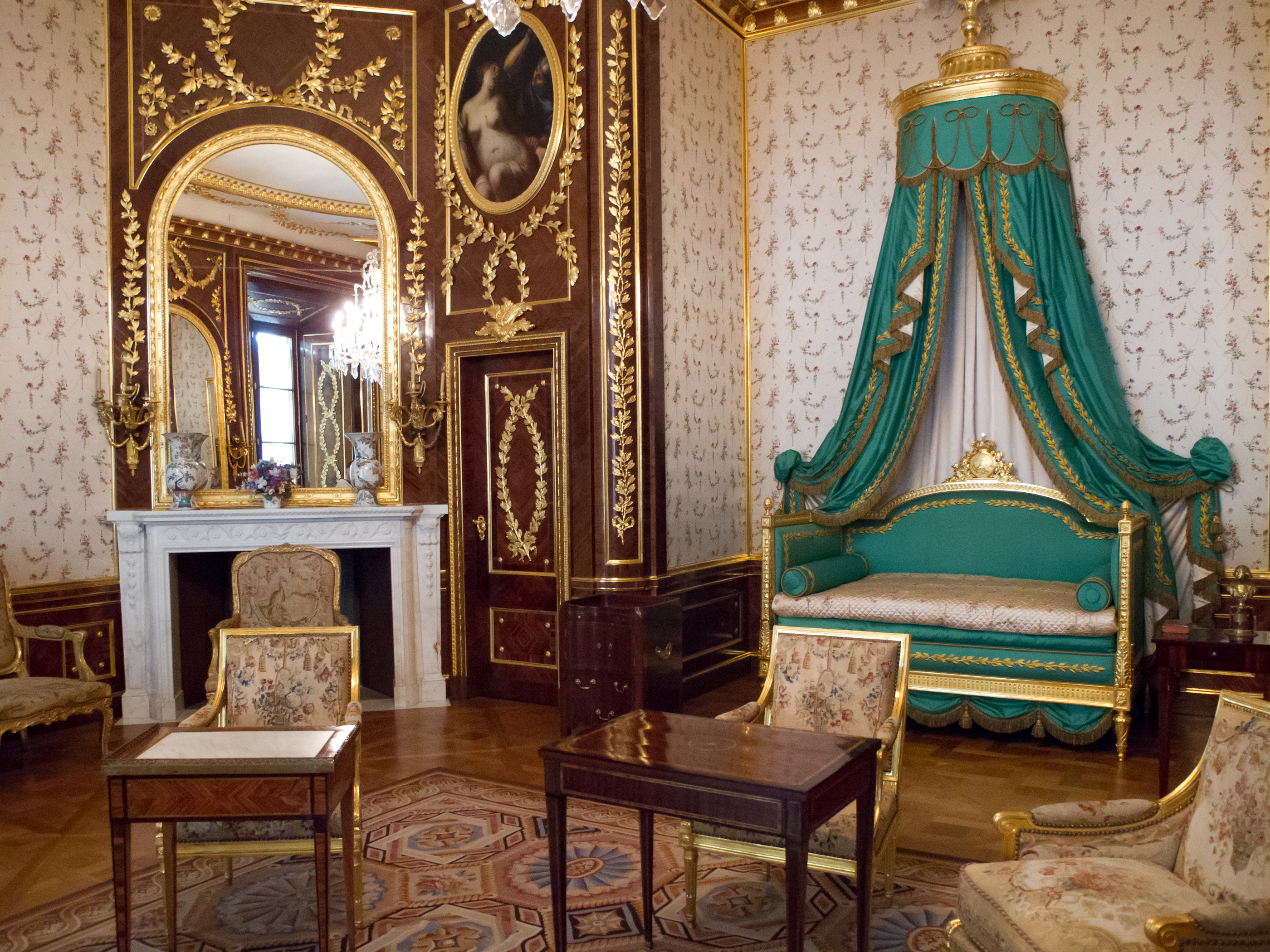
Phòng ngủ Hoàng gia
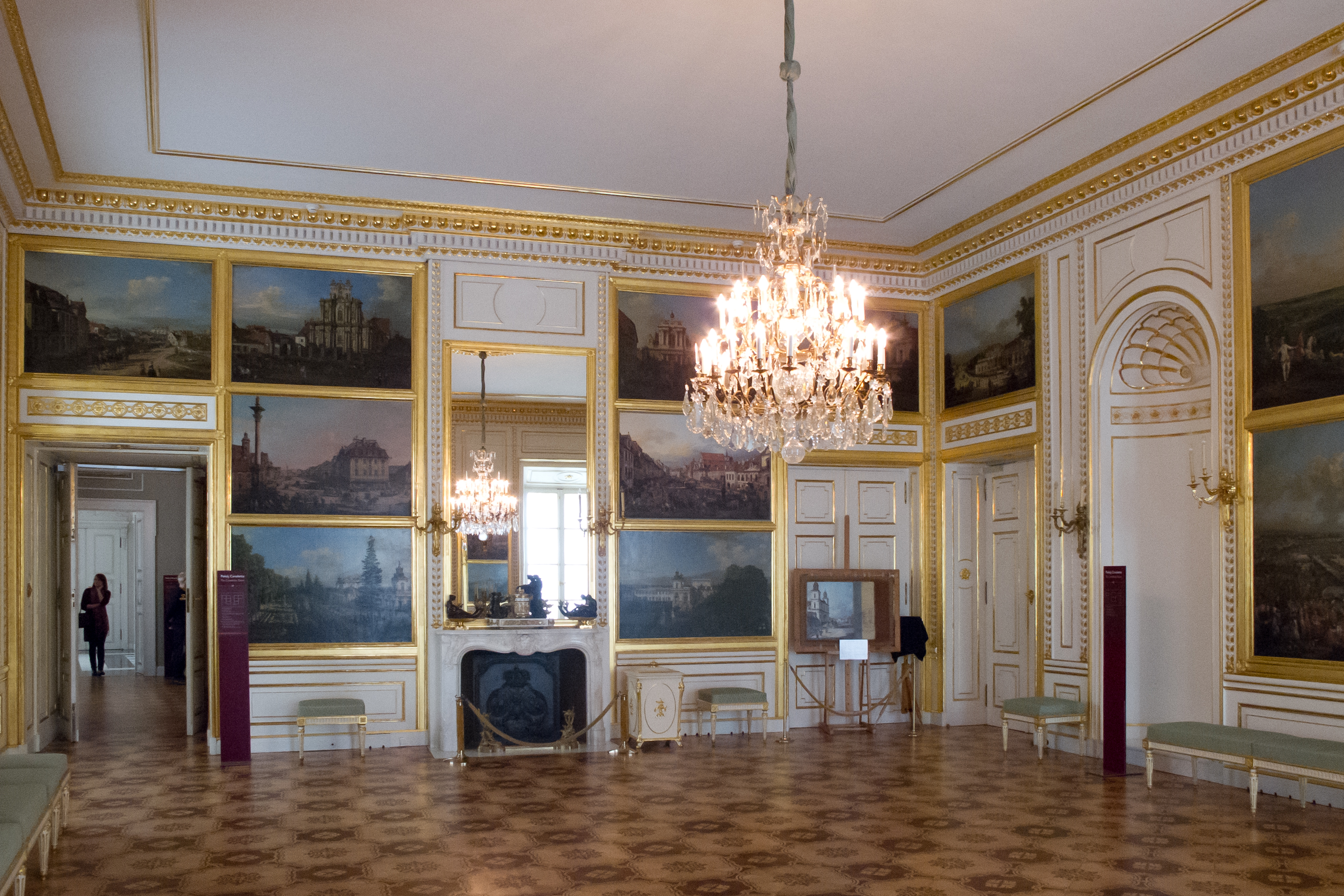
Phòng Canaletto
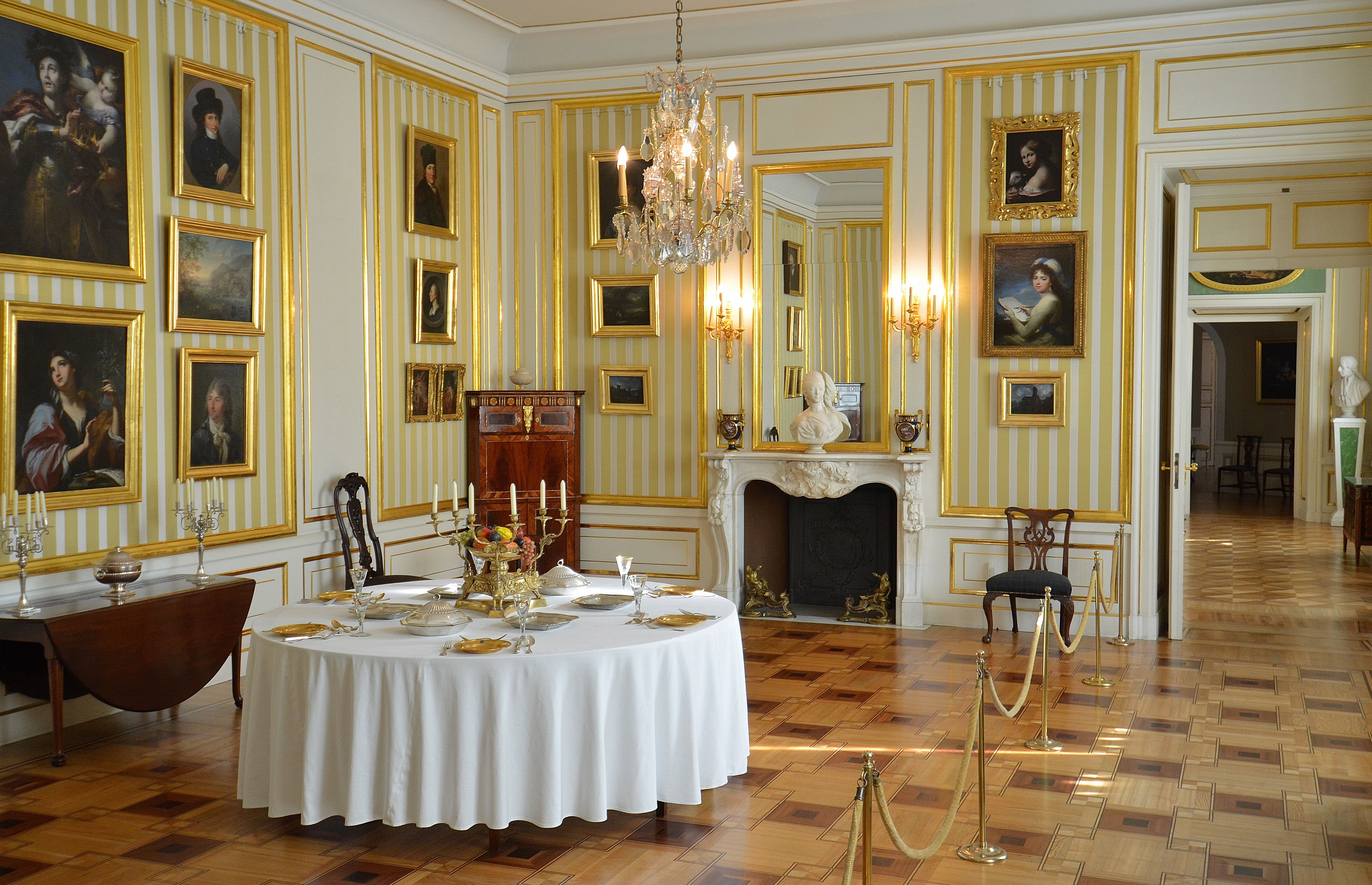
Phòng Vàng
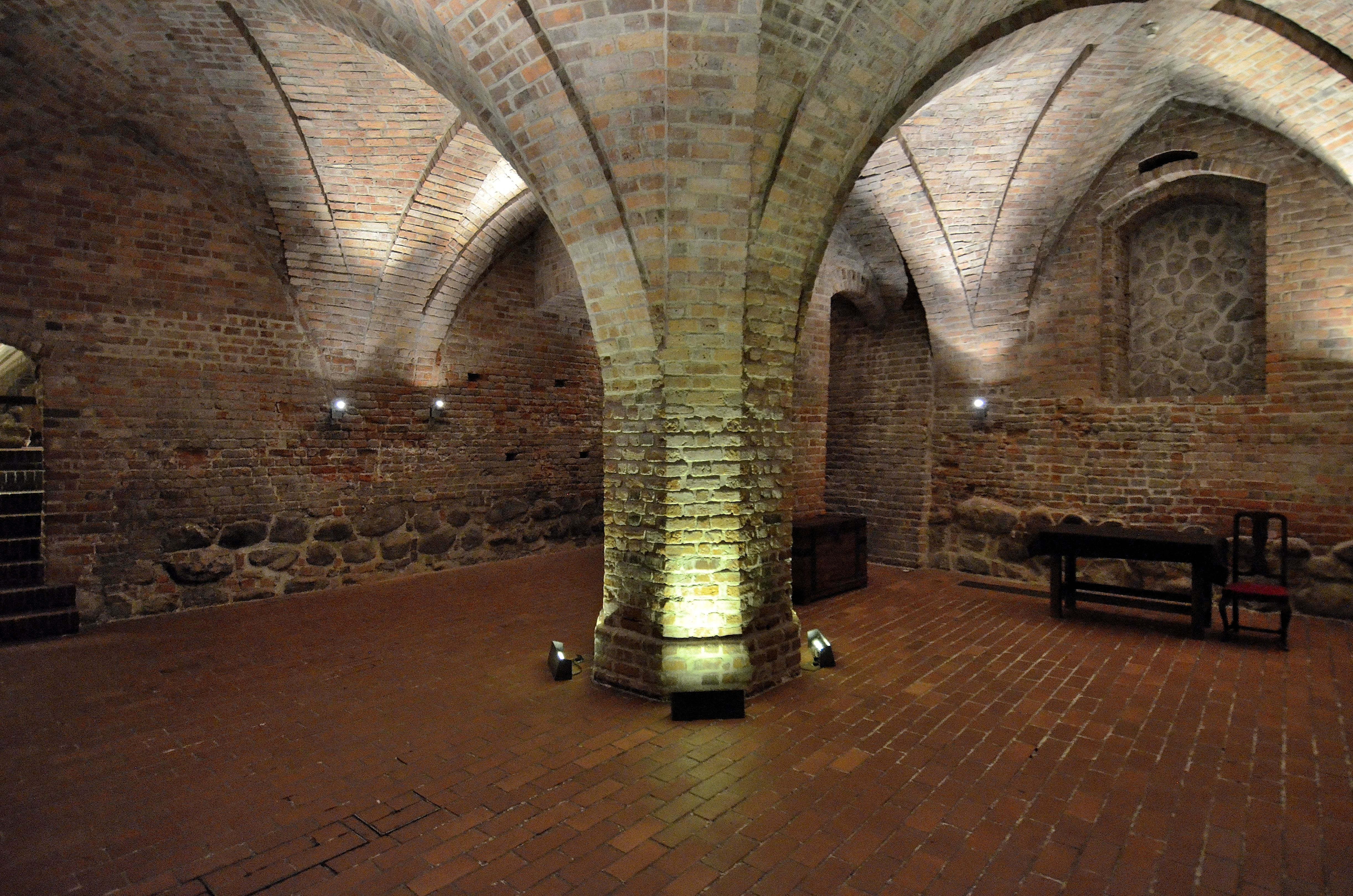
Hầm Gothic
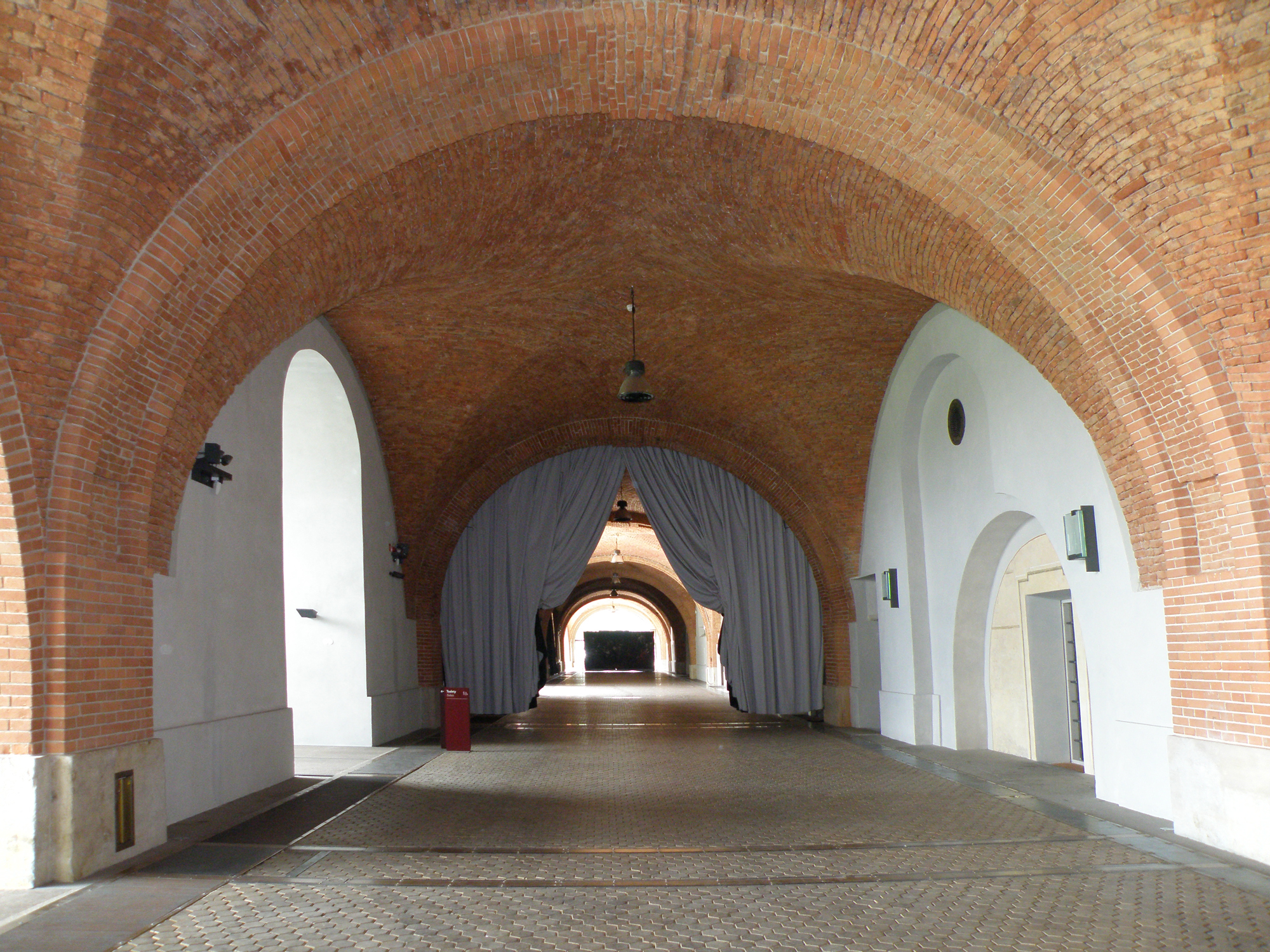
Cổng tò vò kiểu Kubicki

Tranh minh họa
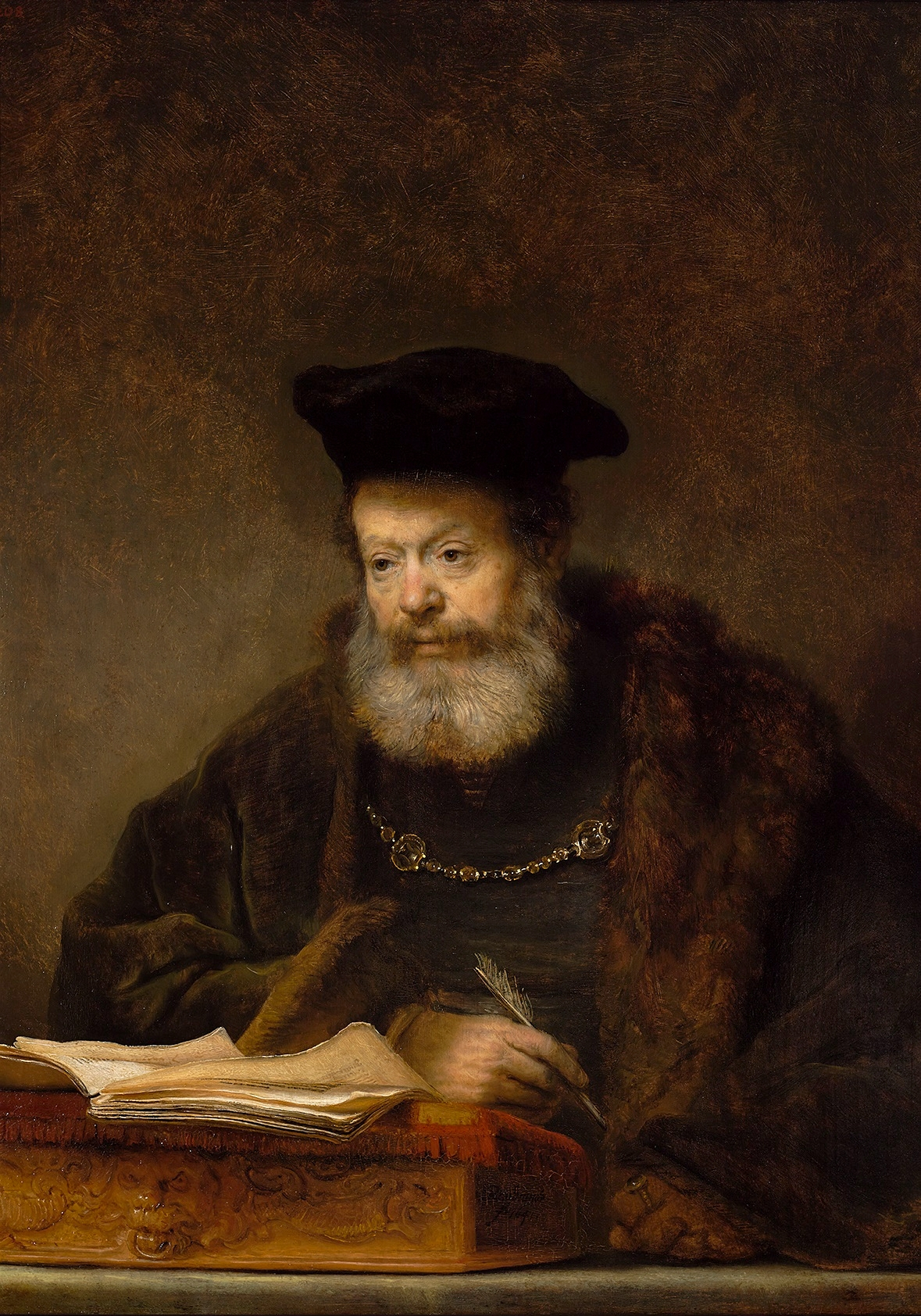
The Scholar at the Lectern, Rembrandt, 1641
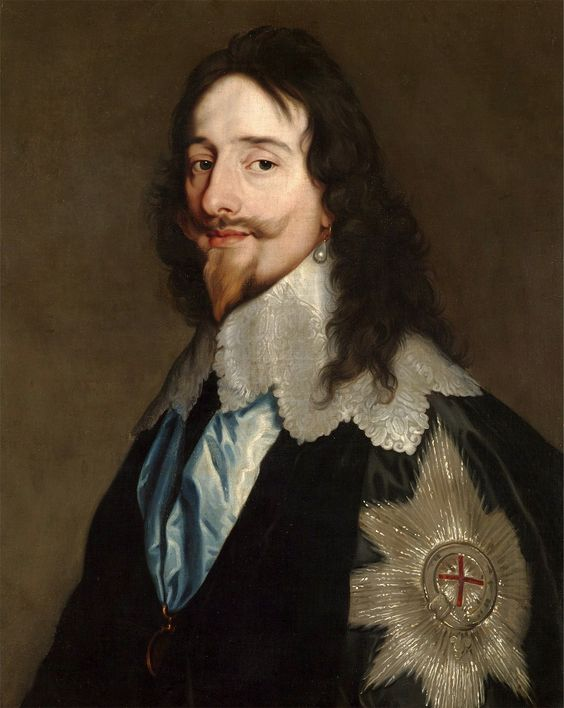
Portrait of Charles I Stuart, Anthony van Dyck, ca.1638
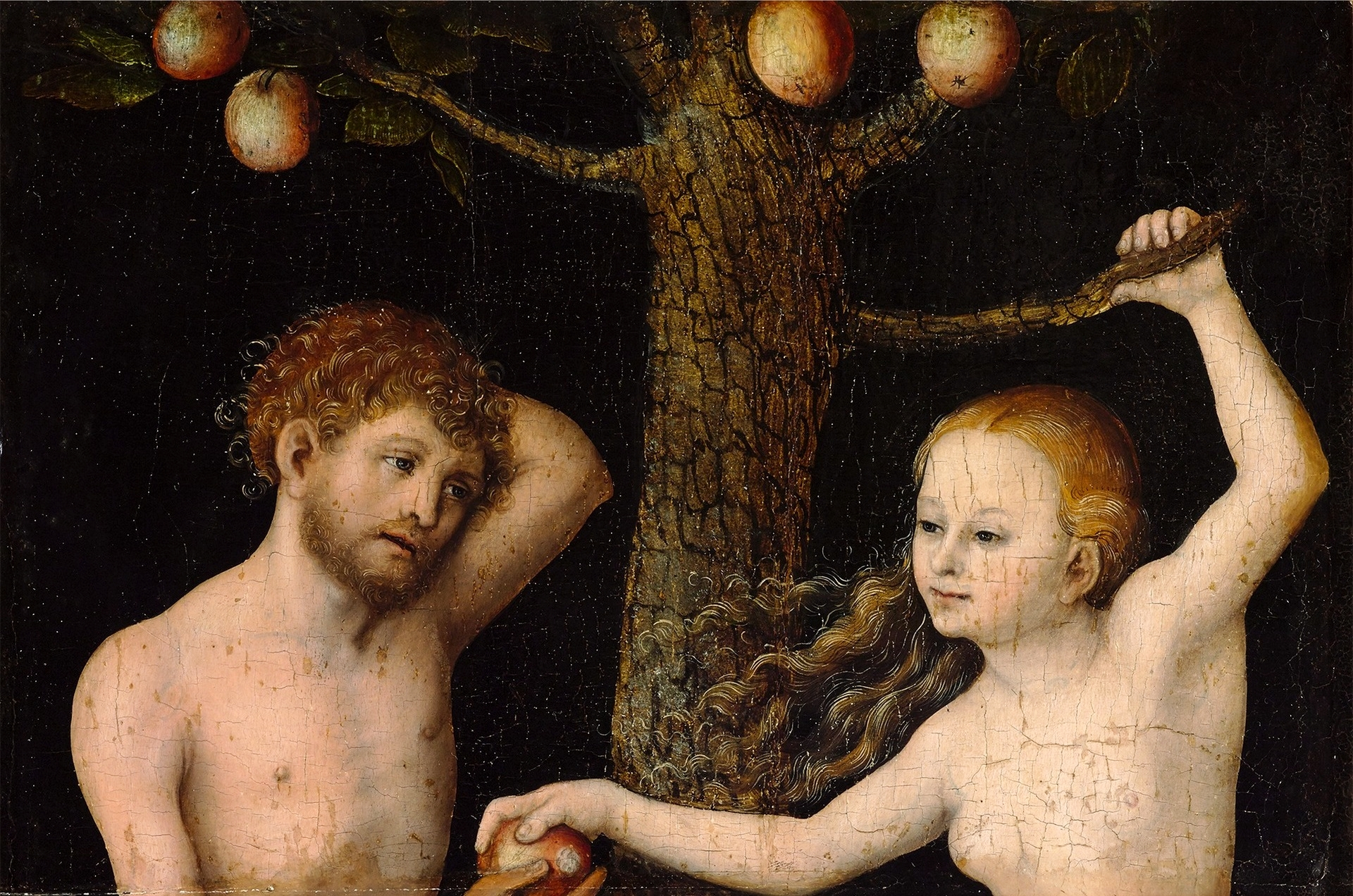
Adam and Eve, Lucas Cranach the Elder, ca. 1528
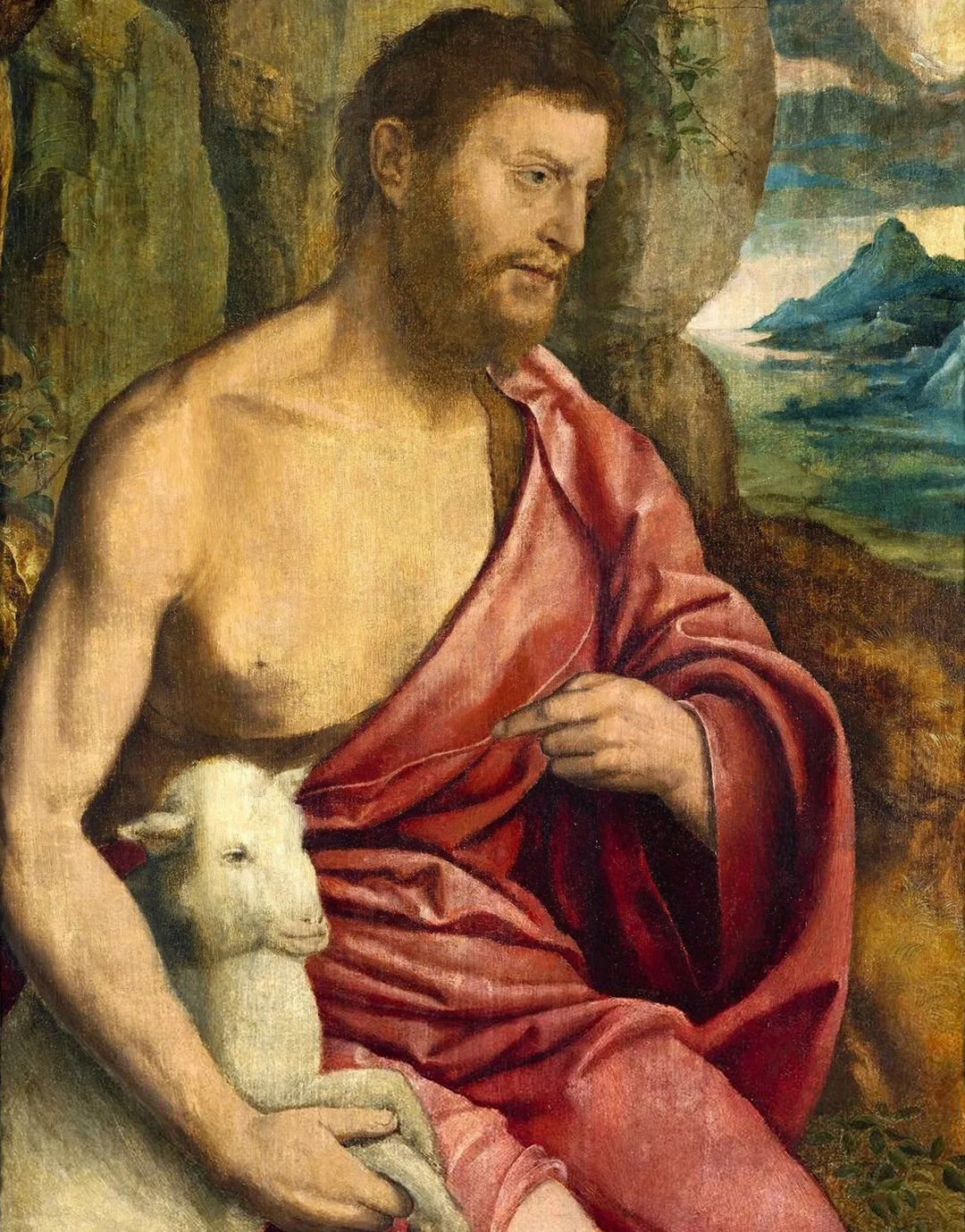
Saint John the Baptist, Joos van Cleve, ca.1540
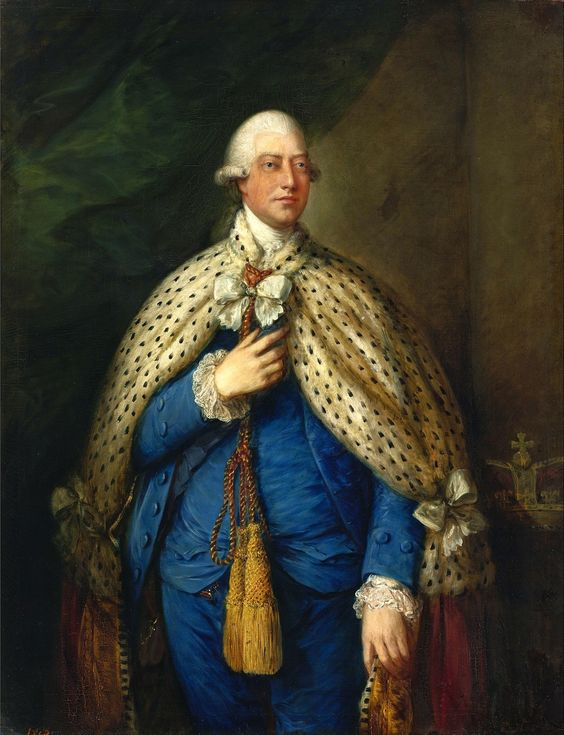
Portrait of George III of the United Kingdom in Parliament Robes, Thomas Gainsborough, 1785
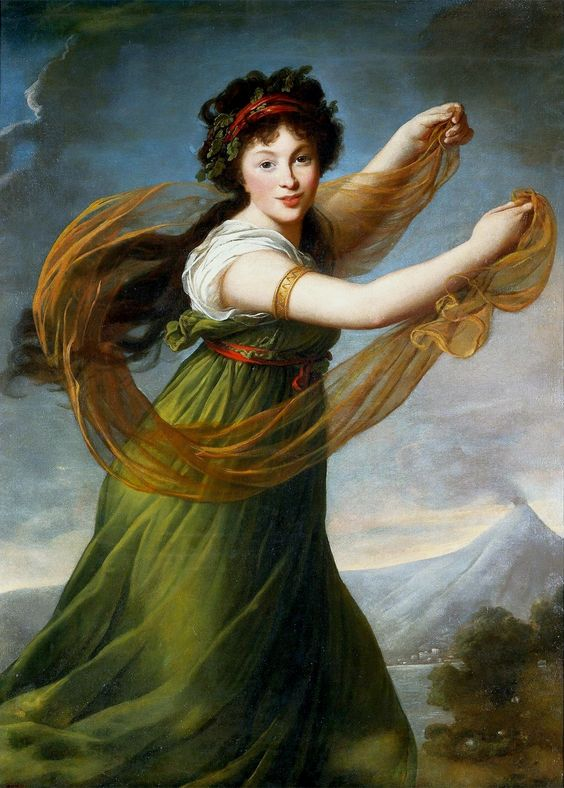
Portrait of Pélagie Sapieżyna-Potocka, Louise Élisabeth Vigée Le Brun, 1794
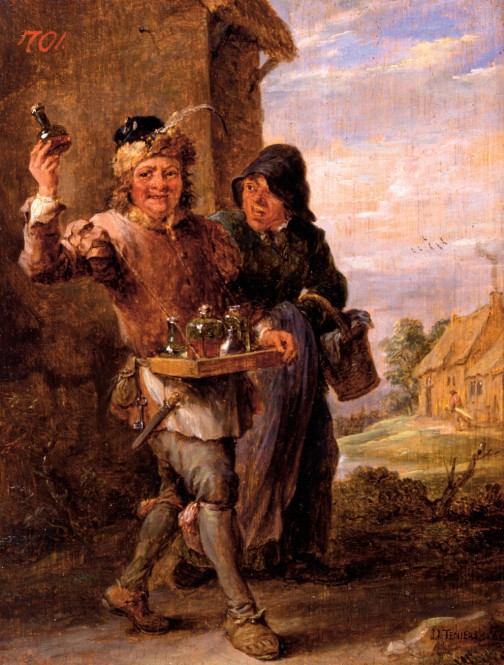
Country Doctor, David Teniers the Younger, second half of 17th century
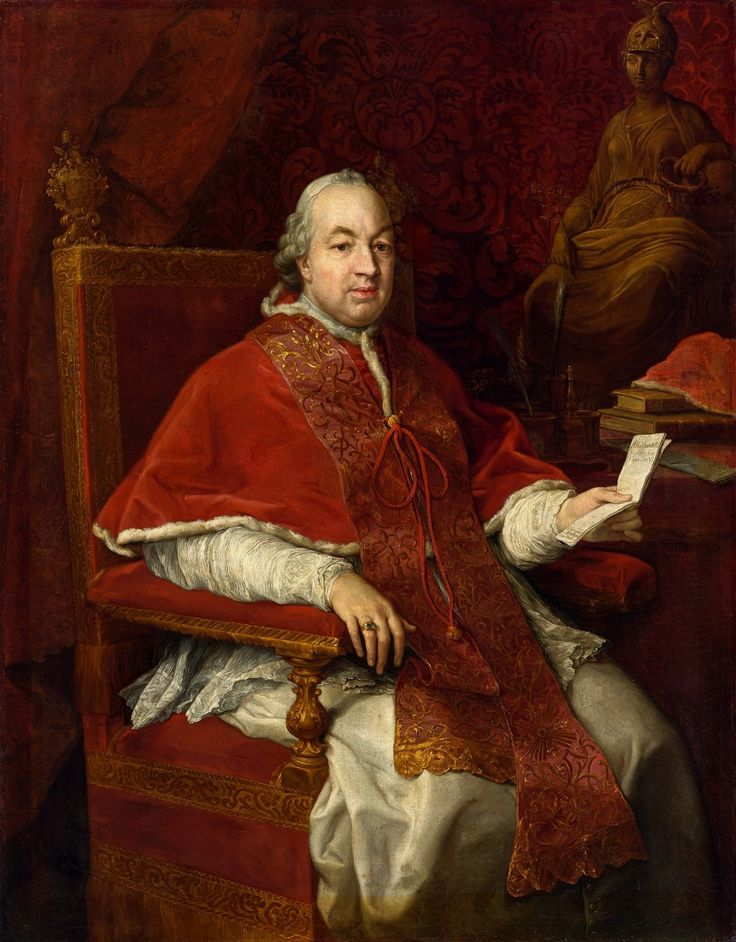
Portrait of Pope Pius VI, Pompeo Batoni, ca.1780
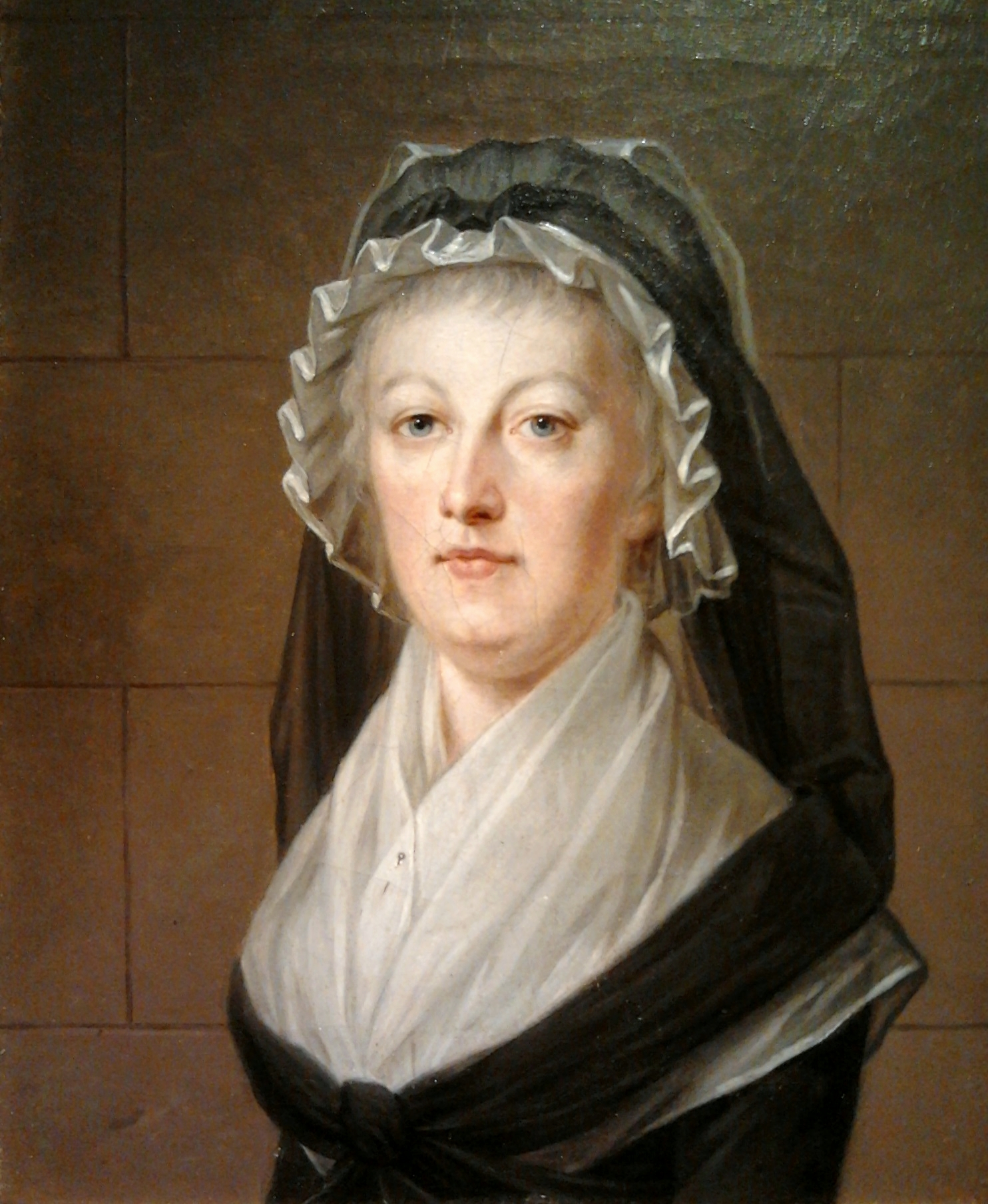
Maria Antonia của Áo in the Temple Prison, Alexander Kucharsky, 1793
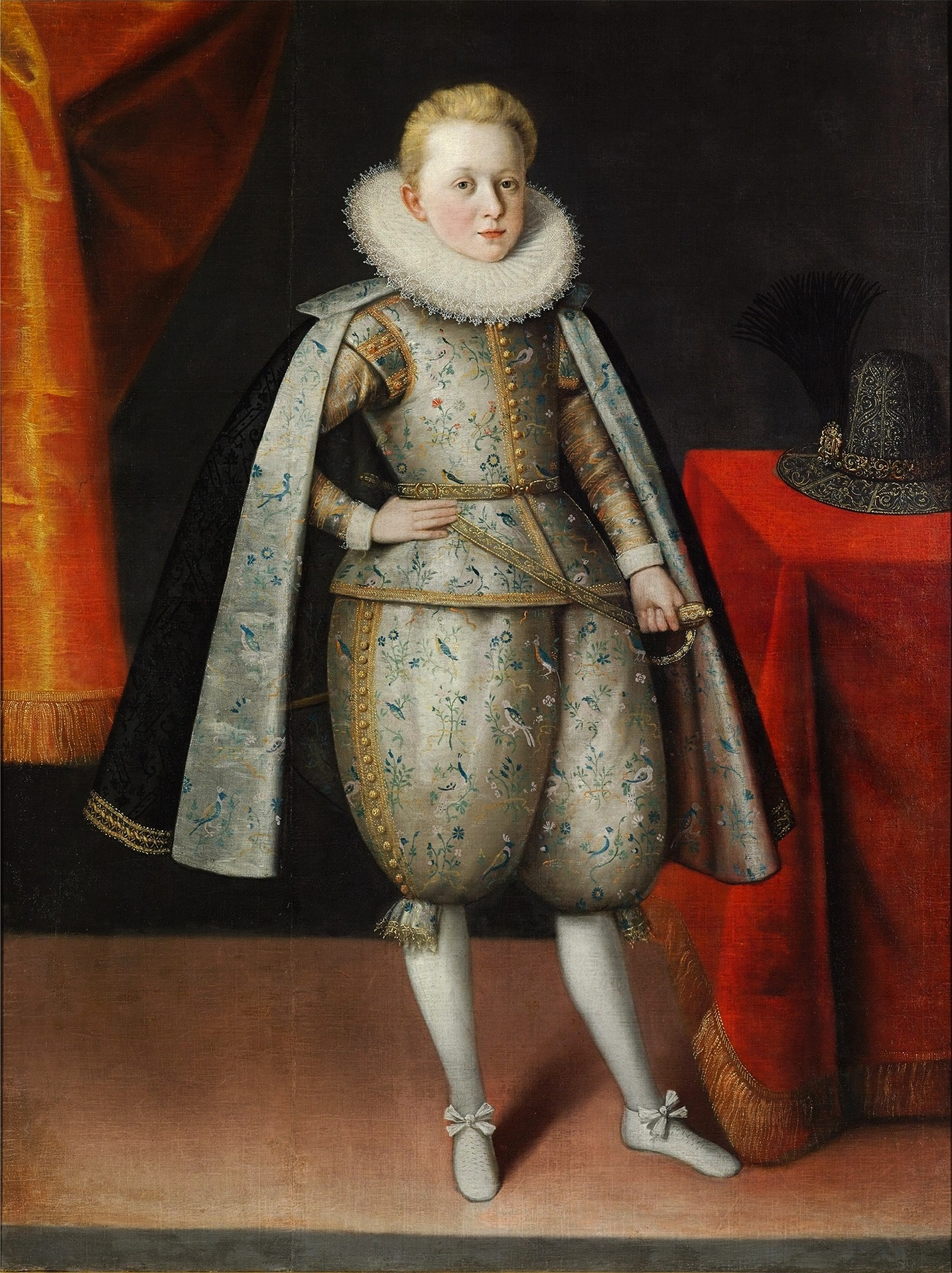
Prince Władysław Vasa, Jakob Troschel, 1605
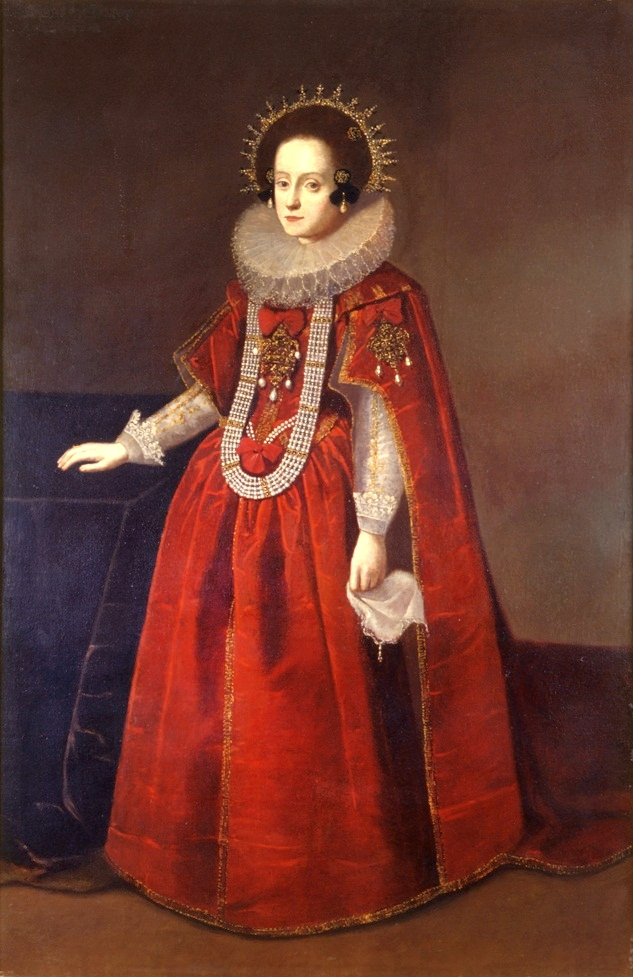
Queen Constance of Austria, Jakob Troschel, 1624
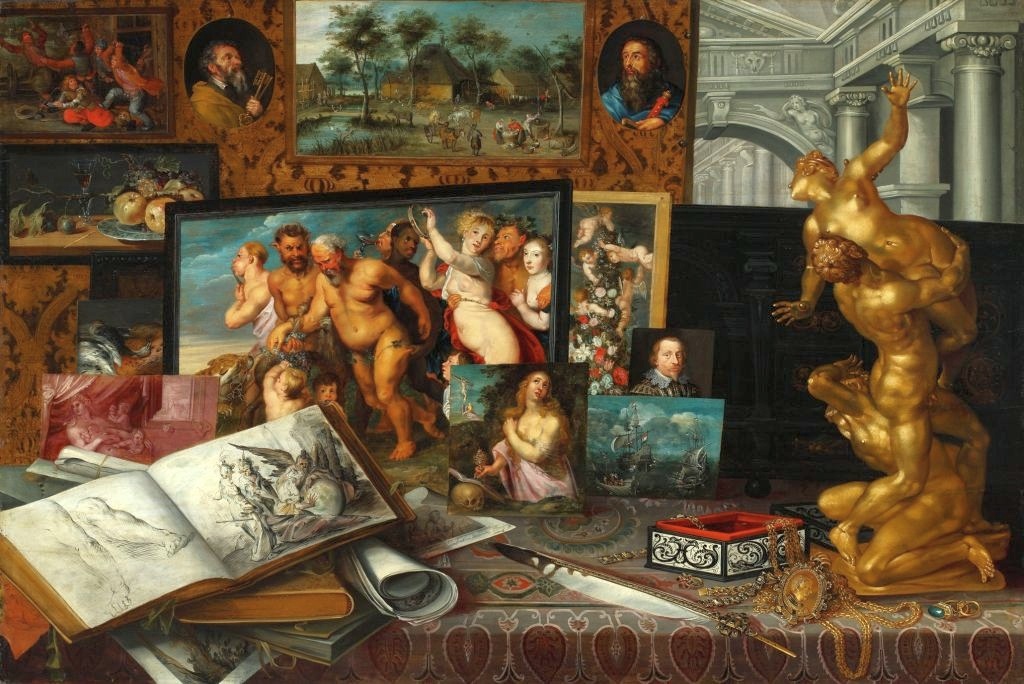
Art Cabinet of Prince Władysław Vasa, Etienne de la Hire, 1626
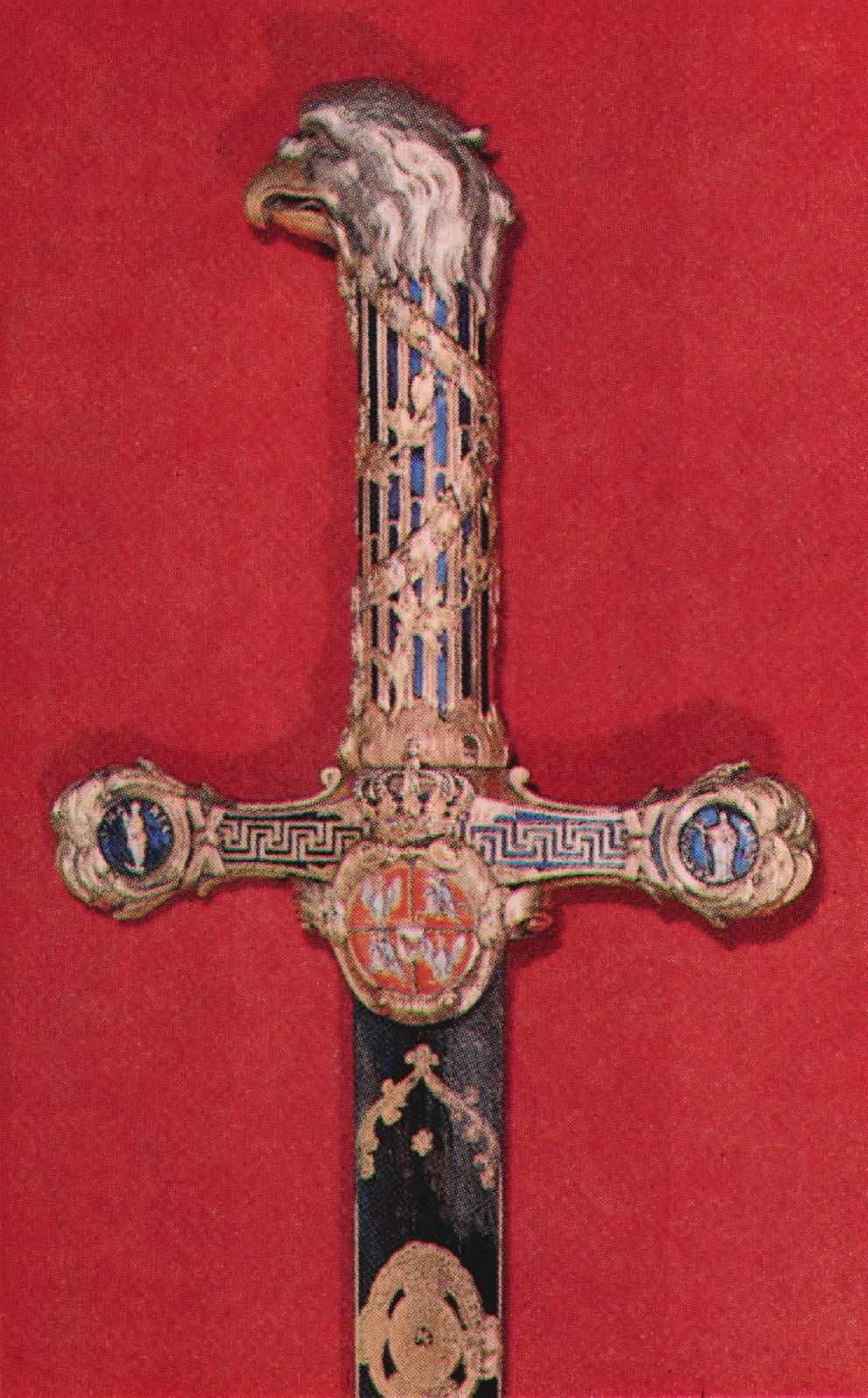
Ceremonial sword of the Saint Stanislaw's Order, 1764